# Sự nghiệp của Cristiano Ronaldo
Cristiano Ronaldo là một cầu thủ bóng đá người Bồ Đào Nha hiện đang thi đấu ở vị trí tiền đạo và là đội trưởng của cả câu lạc bộ Saudi Pro League Al Nassr và đội tuyển bóng đá quốc gia Bồ Đào Nha. Trong suốt sự nghiệp, Ronaldo đã giành được 5 Quả bóng vàng, nhiều nhất đối với một cầu thủ châu Âu. Khả năng ghi bàn xuất chúng, tốc độ đáng kinh ngạc, những cú sút knuckleball uy lực cùng với kỹ thuật rê bóng điêu luyện đã củng cố vị thế của anh như một trong những cầu thủ bóng đá vĩ đại và mang tính biểu tượng nhất trong lịch sử môn thể thao vua. Nhằm vinh danh những kỷ lục săn bàn của mình, Ronaldo đã được FIFA trao tặng giải thưởng đặc biệt Thành tựu sự nghiệp xuất sắc (Outstanding Career Achievement) vào năm 2021, cũng như được UEFA vinh danh là Cầu thủ ghi bàn nhiều nhất lịch sử Champions League vào năm 2024.
Ronaldo gia nhập học viện trẻ của Sporting CP và được đôn lên đội một vào tháng 8 năm 2002. Là một tài năng được nhiều câu lạc bộ săn đón, anh gia nhập Manchester United với mức giá 12 triệu bảng vào tháng 8 năm 2003, thiết lập kỷ lục chuyển nhượng tại Anh dành cho một cầu thủ trẻ. Tại đội chủ sân Old Trafford, anh đã có sáu năm thành công vang dội cả về mặt cá nhân lẫn tập thể, vươn mình trở thành một tiền đạo đẳng cấp thế giới. Năm 2009, anh chuyển đến "câu lạc bộ trong mơ" Real Madrid với mức phí chuyển nhượng kỷ lục thế giới lúc bấy giờ là 80 triệu bảng. Ronaldo đã trải qua chín mùa giải tại Madrid, gặt hái những thành công vượt bậc và thiết lập vô số kỷ lục, trong đó nổi bật là việc trở thành chân sút ghi nhiều bàn thắng nhất trong lịch sử câu lạc bộ với 450 bàn thắng, cũng như là nhân tố chủ chốt giúp Los Blancos giành 4 chức vô địch Champions League chỉ trong vòng 5 năm. Tuy nhiên, mối quan hệ căng thẳng với câu lạc bộ đã khiến Ronaldo chuyển sang Juventus vào năm 2018 với mức phí chuyển nhượng 100 triệu euro, tại đây anh tiếp tục giành được mọi danh hiệu lớn của bóng đá Ý. Anh trở lại Manchester United vào năm 2021, trước khi ký hợp đồng với câu lạc bộ Al-Nassr của Ả Rập Xê Út vào tháng 1 năm 2023, được cho là nhận mức lương cao nhất trong lịch sử bóng đá. Việc Ronaldo chuyển đến Al-Nassr đã góp phần làm gia tăng sức hút của Saudi Pro League, thu hút thêm nhiều cầu thủ danh tiếng khác tới với giải đấu này.
Ronaldo ra mắt đội tuyển quốc gia Bồ Đào Nha vào năm 2003 khi mới 18 tuổi và đã có hơn 200 lần khoác áo đội tuyển, trở thành nam cầu thủ có số lần ra sân quốc tế nhiều nhất trong lịch sử bóng đá quốc gia này. Với hơn 100 bàn thắng quốc tế, anh cũng là nam cầu thủ ghi nhiều bàn thắng nhất mọi thời đại cho đội tuyển Bồ Đào Nha. Ronaldo đã thi đấu và ghi bàn tại 11 giải đấu lớn; bao gồm 5 kỳ FIFA World Cup. Anh đảm nhận tấm băng đội trưởng của Bồ Đào Nha vào năm 2008, và vào năm 2015, anh được Liên đoàn bóng đá Bồ Đào Nha vinh danh là cầu thủ Bồ Đào Nha xuất sắc nhất mọi thời đại. Một năm sau, anh dẫn dắt Bồ Đào Nha giành chức vô địch UEFA Euro 2016, danh hiệu lớn đầu tiên trong lịch sử bóng đá nước này. Anh còn dẫn dắt Bồ Đào Nha giành chức vô địch UEFA Nations League lần đầu tiên vào năm 2019, nhận danh hiệu Vua phá lưới ở vòng chung kết. Tại Euro 2020, anh đoạt giải Chiếc giày vàng dành cho cầu thủ ghi nhiều bàn thắng nhất và đồng thời phá kỷ lục về số pha lập công quốc tế nhiều nhất trong lịch sử bóng đá nam. Đến năm 2023, anh trở thành cầu thủ nam có số lần khoác áo đội tuyển quốc gia nhiều nhất. Một năm sau, anh tiếp tục xác lập kỷ lục mới khi trở thành cầu thủ có nhiều trận thắng quốc tế nhất trong lịch sử bóng đá nam.

## Sự nghiệp câu lạc bộ

### Sporting CP

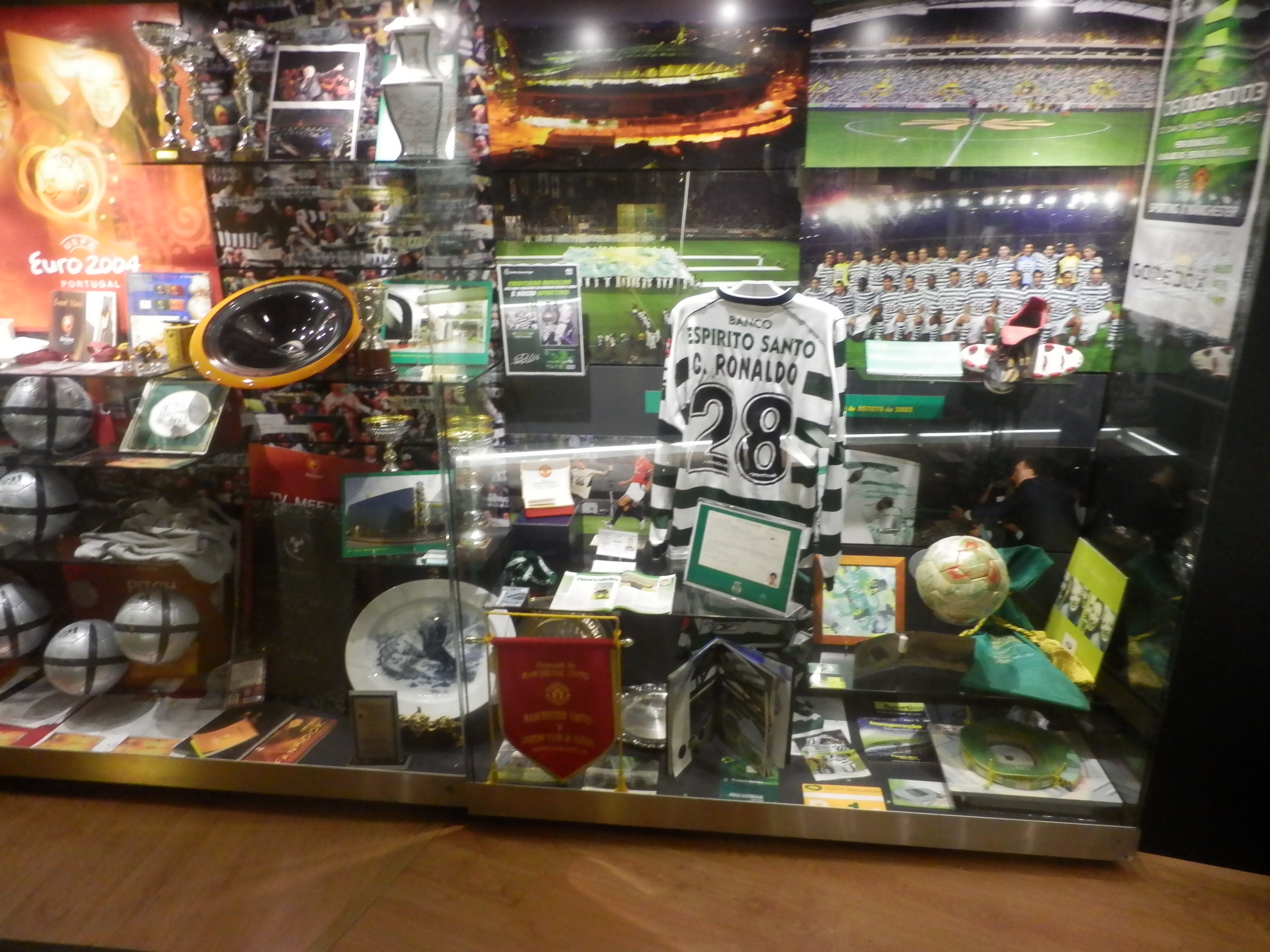
Những kỷ vật của Ronaldo tại bảo tàng Sporting CP

Ở tuổi 16, Ronaldo được huấn luyện viên trưởng László Bölöni đôn lên đội một của Sporting sau khi ông bị ấn tượng bởi kỹ năng rê bóng của chàng trai trẻ. Sau đó, anh trở thành cầu thủ đầu tiên chơi cho các đội U-16, U-17, U-18, đội B và đội một của câu lạc bộ chỉ trong vỏn vẹn một mùa giải. Vào ngày 14 tháng 8 năm 2002, Ronaldo, khi đó mới 17 tuổi, đã có trận đấu chính thức đầu tiên cho đội một Sporting, cuộc thư hùng với Inter Milan thuộc khuôn khổ vòng loại UEFA Champions League trên sân vận động José Alvalade. Anh vào sân ở phút 58 thay cho Toñito. Vào ngày 29 tháng 9 năm 2002, Ronaldo có trận ra mắt gặp Braga ở Primeira Liga – rồi tới ngày 7 tháng 10, anh ghi hai bàn vào lưới Moreirense trong chiến thắng 3–0 của họ. Trong suốt mùa giải 2002–03, người đại diện của Ronaldo đã giới thiệu cầu thủ người Bồ Đào Nha với huấn luyện viên Liverpool Gérard Houllier và chủ tịch Barcelona Joan Laporta. Huấn luyện viên Arsène Wenger – người rất quan tâm đến việc chiêu mộ anh – đã trực tiếp gặp Ronaldo tại sân vận động của Arsenal vào tháng 11 để bàn bạc về một thương vụ chuyển nhượng tiềm năng. Ngoài ra, một số câu lạc bộ khác cũng đã có những cuộc thảo luận với Sporting về việc chiêu mộ Ronaldo, chẳng hạn như các đội bóng Pháp Auxerre và Lyon. Vào tháng 10 năm 2002, tuyển trạch viên của Juventus Gianni Di Marzio – một trong 23 tuyển trạch viên của Juve – đã trình bày hồ sơ của Ronaldo cho giám đốc điều hành Luciano Moggi. Moggi nhanh chóng bị thuyết phục và đã chuẩn bị một lời đề nghị trị giá 2,5 triệu euro gửi đến Sporting CP, kèm theo điều khoản trao đổi Marcelo Salas. Song, thương vụ này đã đổ bể do Salas từ chối chuyển tới Bồ Đào Nha thi đấu.
Huấn luyện viên Manchester United Alex Ferguson quyết tâm phải mua bằng được Ronaldo, sau khi Sporting đánh bại United 3–1 tại lễ khánh thành sân vận động José Alvalade vào tháng 8 năm 2003. Ban đầu, Man United dự định ký hợp đồng với Ronaldo và cho Sporting mượn lại anh trong một năm. Tuy nhiên, sau khi bị ấn tượng bởi màn trình diễn của anh, các cầu thủ United đã thúc giục Ferguson nhanh chóng ký hợp đồng với Ronaldo. Sau trận đấu, Ferguson đồng ý trả cho Sporting 12,24 triệu bảng – số tiền mà ông cho là xứng đáng để sở hữu "một trong những cầu thủ trẻ thú vị nhất" mà ông từng chứng kiến. Một thập kỷ sau khi anh rời câu lạc bộ, vào năm 2013, Sporting vinh danh Ronaldo bằng việc chọn anh trở thành thành viên thứ 100.000 của họ.

### Manchester United

#### 2003–2007: Phát triển sự nghiệp và đột phá
—Cựu cầu thủ Manchester United George Best ca ngợi Cristiano Ronaldo 18 tuổi vào năm 2003.
Ronaldo trở thành cầu thủ Bồ Đào Nha đầu tiên chơi cho Manchester United khi anh ký hợp đồng trước mùa giải 2003–04. Phí chuyển nhượng 12,24 triệu bảng của Ronaldo vào thời điểm đó, đưa anh trở thành cầu thủ thiếu niên đắt giá nhất lịch sử bóng đá Anh. Ban đầu, Ronaldo yêu cầu được mặc áo số 28, số áo của anh khi còn ở Sporting, nhưng anh lại được trao chiếc áo số 7, vốn từng thuộc về những danh thủ của Man United như George Best, Eric Cantona và David Beckham. Việc khoác áo số 7 trở thành nguồn động lực lớn lao của Ronaldo. Một nhân tố quan trọng ảnh hưởng đến sự thăng tiến của Ronaldo tại Anh là huấn luyện viên Alex Ferguson, người mà anh sau này gọi là  "người cha trong lĩnh vực thể thao, một trong những nhân tố quan trọng và có ảnh hưởng nhất đến sự nghiệp của tôi."

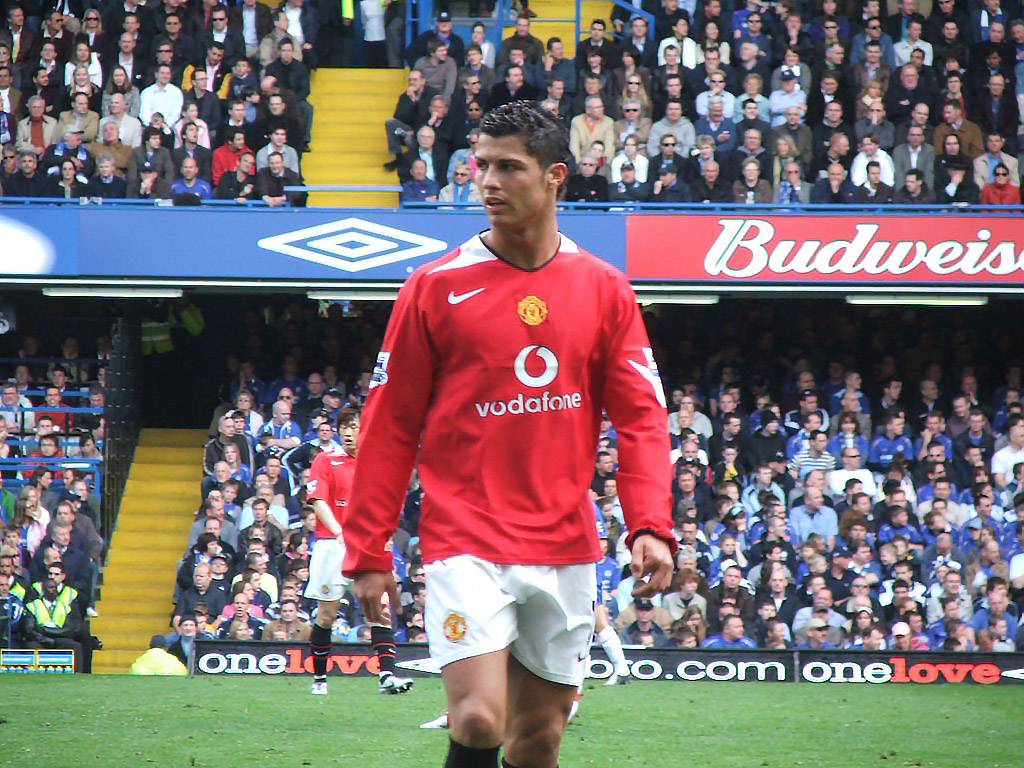
Ronaldo chơi cho Manchester United trong trận đấu với Chelsea ở Premier League mùa giải 2005–06

Ronaldo có trận ra mắt tại Premier League trong chiến thắng 4–0 trên sân nhà trước Bolton Wanderers vào ngày 16 tháng 8 năm 2003, nhận được sự hoan nghênh nhiệt liệt khi anh vào sân thay cho Nicky Butt. Màn trình diễn của anh còn nhận được lời khen có cánh từ George Best, người đã ca ngợi đây là "màn ra mắt thú vị nhất" mà ông từng xem. Ronaldo ghi bàn thắng đầu tiên cho Manchester United từ một quả đá phạt trong chiến thắng 3–0 trước Portsmouth vào ngày 1 tháng 11. Ronaldo tiếp tục ghi thêm ba bàn thắng nữa tại giải đấu này trong nửa sau mùa giải, bàn thắng thứ tư là trong trận gặp Aston Villa vào ngày bế mạc mùa giải Premier League, trận đấu mà anh phải nhận thẻ đỏ lần đầu tiên. Ronaldo kết thúc mùa giải đầu tiên của mình ở Anh bằng việc ghi bàn mở tỷ số trong chiến thắng 3–0 của United trước Millwall tại chung kết FA Cup 2004, giành được danh hiệu đầu tiên cho cá nhân anh. Chuyên gia bóng đá của BBC Alan Hansen đã mô tả anh là ngôi sao của trận chung kết. Báo chí Anh lúc bấy giờ liên tục chỉ trích Ronaldo vì những pha đảo chân "rườm rà" của anh nhằm cố gắng vượt qua cầu thủ đối phương, tuy nhiên người đồng đội Gary Neville lại cho rằng anh "không phải là một cầu thủ chỉ biết phô diễn kỹ thuật, mà là một tài năng thật sự", và dự đoán anh sẽ trở thành một cầu thủ đẳng cấp thế giới trong tương lai.
—Cựu chuyên gia bóng đá của BBC Alan Hansen bình luận về Ronaldo sau mùa giải đầu tiên của anh.
Vào đầu năm 2005, Ronaldo đã chơi hai trong số những trận đấu hay nhất của mình ở mùa giải 2004–05, ghi một bàn và có một pha kiến tạo vào lưới Aston Villa và ghi hai bàn vào lưới đại kình địch Arsenal. Anh đã chơi trọn vẹn 120 phút trong trận chung kết FA Cup 2005 với Arsenal, kết thúc với tỷ số hòa không bàn thắng, Man United để thua trong loạt sút luân lưu. Ronaldo ghi bàn thắng thứ 1000 của Manchester United tại Premier League vào ngày 29 tháng 10, bàn thắng duy nhất của họ trong trận thua 4–1 trước Middlesbrough. Vào tháng 11, anh ký bản hợp đồng mới có thời hạn đến năm 2010. Ronaldo giành được danh hiệu thứ hai của mình ở Anh, Cúp Liên đoàn, sau khi ghi bàn thắng thứ ba trong chiến thắng 4–0 của United trước Wigan Athletic tại trận chung kết.
Trong mùa giải thứ ba ở Anh, Ronaldo vướng vào một số rắc rối. Anh bị UEFA cấm thi đấu một trận vì hành vi giơ ngón giữa về phía cổ động viên Benfica, và bị đuổi khỏi sân trong trận derby Manchester (thất bại 3–1) vì đá vào Andy Cole, cựu cầu thủ của Manchester United hiện đang khoác áo Manchester City. Ronaldo đã xảy ra xích mích với tiền đạo Ruud van Nistelrooy, người đã bày tỏ thái độ khó chịu trước lối chơi phô trương của anh. Sau FIFA World Cup 2006, nơi anh góp phần khiến cho người đồng đội tại câu lạc bộ Wayne Rooney bị đuổi khỏi sân, Ronaldo yêu cầu được ra đi, than thở về việc thiếu sự hỗ trợ từ câu lạc bộ sau sự việc vừa qua. United bác bỏ khả năng anh rời câu lạc bộ.
Mặc cho mối quan hệ bất ổn giữa anh với Rooney tại World Cup dẫn đến việc Ronaldo bị la ó trong suốt mùa giải 2006–07, đó vẫn là năm đột phá của anh, khi anh phá vỡ rào cản 20 bàn thắng và lần đầu tiên giành chức vô địch Premier League. Một nhân tố quan trọng dẫn đến thành công này là sự huấn luyện một-một với trợ lý huấn luyện viên René Meulensteen, người đã dạy anh cách làm cho bản thân mình trở nên khó đoán hơn, cải thiện tinh thần đồng đội, chủ động kiếm bóng và tận dụng các cơ hội ghi bàn thay vì chờ đợi cơ hội để ghi những bàn thắng đẹp mắt như trước đây. Anh đã ghi ba cú đúp liên tiếp vào cuối tháng 12, trước Aston Villa (chiến thắng đưa United lên ngôi đầu bảng), Wigan Athletic và Reading. Ronaldo được vinh danh là Cầu thủ xuất sắc nhất Premier League vào tháng 11 và tháng 12, trở thành cầu thủ thứ ba liên tiếp nhận được giải thưởng này.

#### 2007–2008: Thành công tập thể và cá nhân

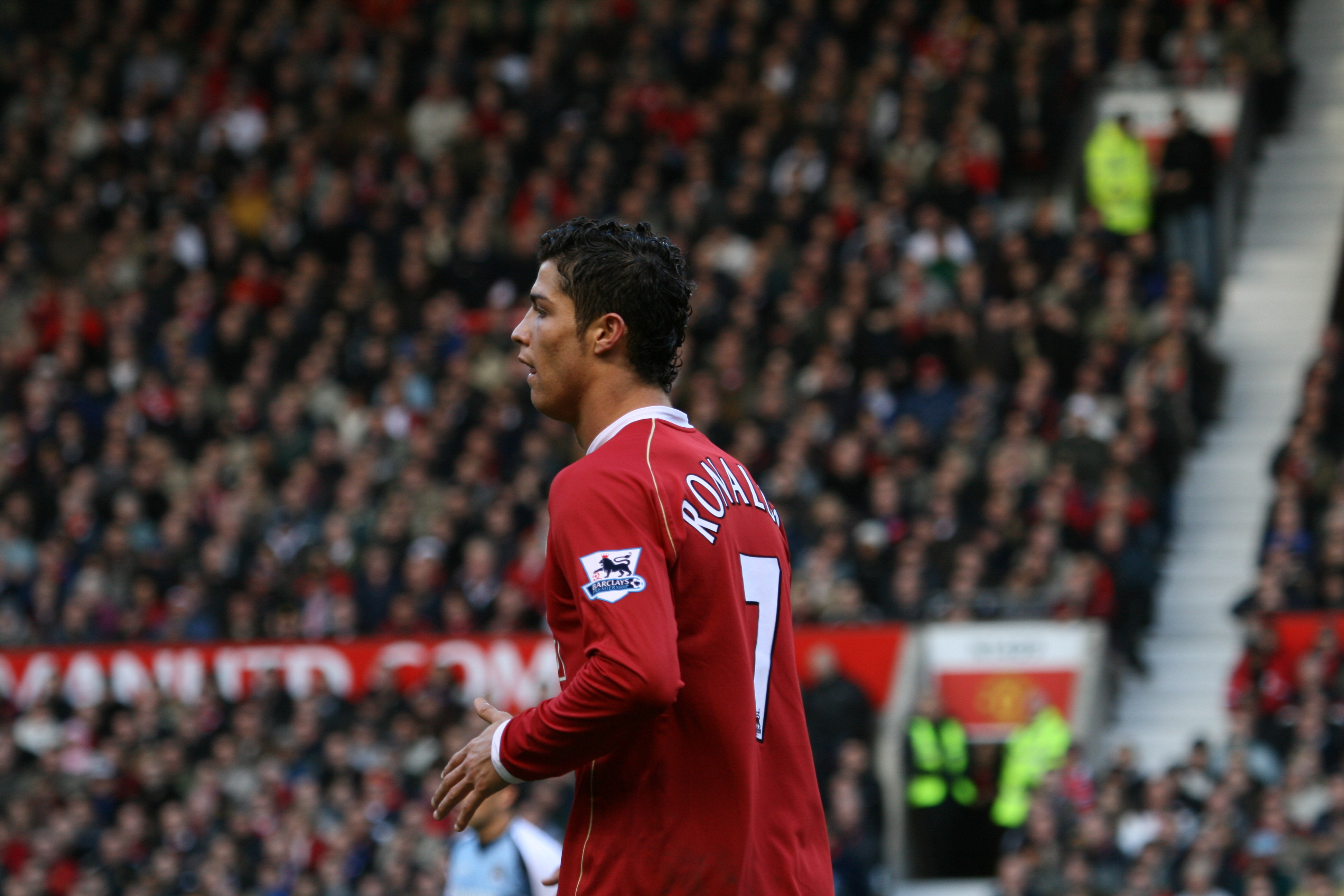
Ronaldo trong một trận đấu ở Premier League mùa giải 2006–07

Tại vòng tứ kết UEFA Champions League 2006–07, Ronaldo ghi bàn trong trận đấu thứ 30 của anh ở giải đấu này, lập cú đúp trong chiến thắng 7–1 trước Roma. Anh ghi bàn trong bốn phút ở trận bán kết lượt đi với Milan, kết thúc với chiến thắng 3–2, nhưng sau đó United để thua 3–0 lượt về tại San Siro. Anh cũng giúp United lọt vào chung kết FA Cup 2007, nhưng bị Chelsea đánh bại với tỷ số 1–0. Ronaldo ghi bàn thắng duy nhất trong trận derby Manchester vào ngày 5 tháng 5 năm 2007 (bàn thắng thứ 50 của anh cho câu lạc bộ), khi Manchester United giành chức vô địch Premier League lần đầu tiên sau bốn năm. Nhờ những màn trình diễn ấn tượng của mình, anh đã nhận được một loạt các giải thưởng cá nhân trong mùa giải đó. Anh giành được các giải thưởng của Hiệp hội Cầu thủ Chuyên nghiệp bao gồm Cầu thủ xuất sắc nhất, Cầu thủ được người hâm mộ yêu thích nhất và Cầu thủ trẻ xuất sắc nhất cũng như giải Cầu thủ xuất sắc nhất của Hiệp hội Nhà báo Bóng đá, trở thành cầu thủ đầu tiên giành được cả bốn giải thưởng chính của PFA và FWA. Mức lương câu lạc bộ của anh được tăng lên 120.000 bảng một tuần (tổng cộng 31 triệu bảng một năm) như một phần của bản hợp đồng 5 năm với United. Ronaldo là á quân Quả bóng vàng 2007 sau Kaká, anh còn đứng thứ ba trong cuộc chạy đua giành danh hiệu Cầu thủ xuất sắc nhất năm 2007 của FIFA sau Kaká và Lionel Messi.
Ronaldo lập hat-trick đầu tiên và duy nhất cho Manchester United trong chiến thắng 6–0 trước Newcastle United vào ngày 12 tháng 1 năm 2008, đưa United vươn lên ngôi đầu bảng xếp hạng Premier League. Một tháng sau, vào ngày 19 tháng 3, anh đảm nhận băng đội trưởng United lần đầu tiên trong chiến thắng trên sân nhà trước Bolton, ghi cả hai bàn thắng của trận đấu. Bàn thắng thứ hai của Ronaldo trong trận đấu này là bàn thắng thứ 33 của anh tại mùa giải đó, vượt qua 32 bàn thắng của George Best ở mùa giải 1967–68, thiết lập kỷ lục mới của câu lạc bộ về số bàn thắng ghi được trong một mùa giải bởi một tiền vệ. Với 31 bàn thắng, anh giành được Chiếc giày vàng Premier League, cũng như Chiếc giày vàng châu Âu, giúp anh trở thành cầu thủ chạy cánh đầu tiên giành được giải thưởng này. Anh đồng thời nhận được giải thưởng Cầu thủ xuất sắc nhất năm của PFA và Cầu thủ xuất sắc nhất năm của FWA trong mùa giải thứ hai liên tiếp. Tại vòng 16 đội UEFA Champions League, Ronaldo ghi bàn quyết định vào lưới Lyon, giúp United góp mặt ở tứ kết với tổng tỷ số 2–1, anh ghi bàn thắng bằng đầu trong chiến thắng 3–0 tứ kết trước Roma. United tiến đến trận chung kết gặp Chelsea ở Moskva, anh ghi bàn thắng mở tỷ số và thực hiện không thành công lượt sút của mình trong loạt luân lưu, Manchester United lên ngôi vô địch. Với tư cách là Vua phá lưới Champions League, Ronaldo được vinh danh là Cầu thủ xuất sắc nhất mùa bóng của UEFA.
Anh đã ghi tổng cộng 42 bàn thắng trên mọi đấu trường trong mùa giải 2007–08, mùa giải thành công nhất của Ronaldo trong thời gian ở Anh. Ronaldo bị treo giò ba trận sau khi húc đầu vào một cầu thủ Portsmouth trong giai đoạn đầu mùa giải. Có tin đồn cho rằng Ronaldo sẽ chuyển đến Real Madrid, United đã đệ đơn khiếu nại lên FIFA cáo buộc Madrid cố tình theo đuổi cầu thủ của họ, nhưng sau đó Madrid lên tiếng bác bỏ thông tin này. Chủ tịch FIFA Sepp Blatter khẳng định rằng anh được phép rời câu lạc bộ chủ quản, mô tả nó là "chế độ nô lệ thời hiện đại". Bất chấp việc Ronaldo công khai ủng hộ Blatter, anh vẫn ở lại United thêm một năm nữa.

#### 2008–2009: Mùa giải cuối cùng và tiếp tục thành công

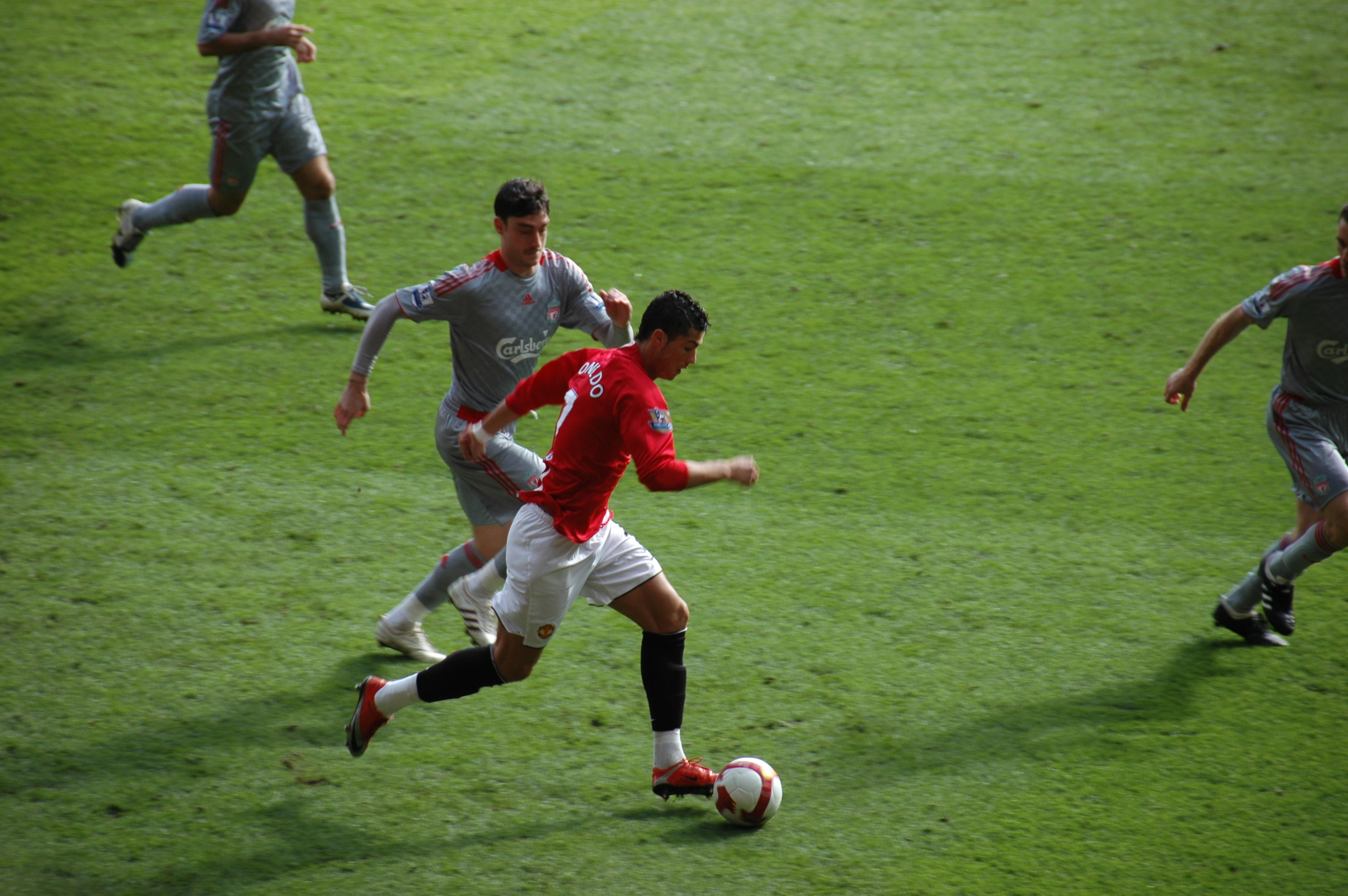
Ronaldo (áo đỏ) trong một trận đấu Premier League với Liverpool ở mùa giải cuối cùng của anh tại Manchester United

Trước mùa giải 2008–09, vào ngày 7 tháng 7, Ronaldo trải qua cuộc phẫu thuật mắt cá chân, khiến anh phải nghỉ thi đấu trong 10 tuần. Sau khi trở lại, anh ghi bàn thắng thứ 100 trên mọi đấu trường cho United bằng quả đá phạt trong chiến thắng 5–0 trước Stoke City vào ngày 15 tháng 11, anh đã chọc thủng lưới tất cả 19 đội ở Premier League vào thời điểm đó. Vào cuối năm 2008, Ronaldo giúp United giành chức vô địch FIFA Club World Cup 2008 tại Nhật Bản, kiến tạo bàn thắng duy nhất vào lưới Liga de Quito ở chung kết và giành Quả bóng bạc. Với Quả bóng vàng 2008 và Cầu thủ xuất sắc nhất năm 2008 của FIFA, Ronaldo trở thành cầu thủ United đầu tiên giành Quả bóng vàng kể từ George Best vào năm 1968, và là cầu thủ Premier League đầu tiên được vinh danh là Cầu thủ xuất sắc nhất năm của FIFA.
Bàn thắng ấn định tỷ số của anh trong trận lượt về với Porto, một cú sút xa 40m, đã mang về cho anh giải thưởng FIFA Puskás đầu tiên, do FIFA trao tặng để ghi nhận bàn thắng đẹp nhất năm; sau đó anh gọi đây là bàn thắng đẹp nhất mà anh từng ghi được. United tiến đến trận chung kết tại Rome, anh thi đấu mờ nhạt trong thất bại 2–0 của United trước Barcelona. Ronaldo kết thúc thời gian ở Anh với chín danh hiệu, khi United giành chức vô địch Premier League lần thứ ba liên tiếp và một Cúp Liên đoàn. Anh kết thúc mùa giải với 26 bàn thắng trên mọi đấu trường, ít hơn 16 bàn và nhiều hơn bốn lần ra sân so với mùa giải trước. Bàn thắng cuối cùng của anh cho United đến vào ngày 10 tháng 5 năm 2009 từ một quả đá phạt trong trận derby Manchester tại Old Trafford.

### Real Madrid

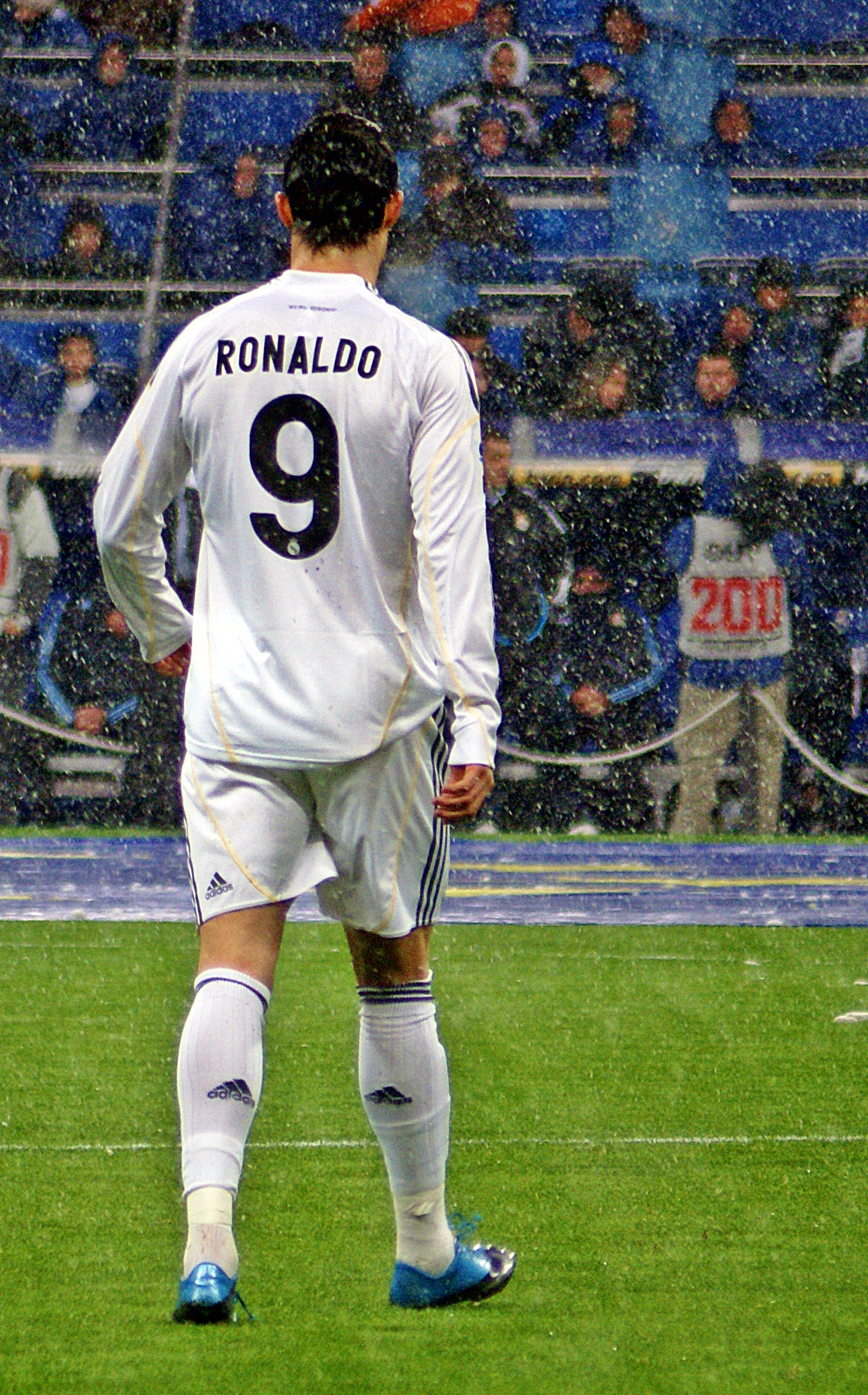
Vì số áo quen thuộc của anh là số 7 không có sẵn, Ronaldo đã mặc áo số 9 trong mùa giải đầu tiên của anh tại Madrid. Sau khi Raúl rời câu lạc bộ, Ronaldo được trao lại chiếc áo số 7 trước mùa giải 2010–11.

Trước mùa giải 2009–10, Ronaldo gia nhập Real Madrid với mức phí chuyển nhượng kỷ lục thế giới vào thời điểm đó, 80 triệu bảng (94 triệu euro). Hợp đồng của anh có thời hạn đến năm 2015, với mức lương 11 triệu euro mỗi mùa và có điều khoản mua đứt 1 tỷ euro. Ít nhất 80.000 người hâm mộ đã tham dự buổi lễ ra mắt của anh tại Santiago Bernabéu, vượt qua kỷ lục 75.000 người hâm mộ đến chào đón Diego Maradona tại Napoli vào 25 năm về trước. Vì đội trưởng câu lạc bộ Raúl đã mặc áo số 7 (số áo mà Ronaldo mặc ở United), nên Ronaldo nhận chiếc áo số 9, được trao bởi cựu cầu thủ Madrid Alfredo Di Stéfano.

#### 2009–2013: Thương vụ chuyển nhượng kỷ lục thế giới và chức vô địch La Liga
Ronaldo có trận ra mắt tại La Liga vào ngày 29 tháng 8 năm 2009, gặp Deportivo La Coruña, anh ghi bàn từ chấm phạt đền trong chiến thắng 3–2 trên sân nhà của Madrid. Anh ghi bàn mỗi trận trong số bốn trận đấu đầu tiên của mình với câu lạc bộ, là cầu thủ Madrid đầu tiên làm được điều đó. Những bàn thắng đầu tiên của anh cho Real Madrid tại Champions League là hai quả đá phạt trực tiếp trong trận đấu đầu tiên vòng bảng với Zürich. Khởi đầu ấn tượng của anh mùa giải đó đã bị gián đoạn khi anh dính chấn thương mắt cá chân vào tháng 10 trong khi thực hiện nghĩa vụ quốc gia, khiến anh phải ngồi ngoài trong bảy tuần. Một tuần sau khi trở lại, anh nhận thẻ đỏ đầu tiên ở Tây Ban Nha trong trận đấu với Almería. Giữa mùa giải, Ronaldo đứng thứ hai trong cuộc chạy đua giành danh hiệu Quả bóng vàng 2009 và Cầu thủ xuất sắc nhất năm 2009 của FIFA, sau Lionel Messi của Barcelona. Anh kết thúc mùa giải với 33 bàn thắng trên mọi đấu trường, bao gồm một cú hat-trick trong chiến thắng 4–1 trước Mallorca vào ngày 5 tháng 5 năm 2010, đây là cú hat-trick đầu tiên của anh tại Tây Ban Nha. Mùa giải đầu tiên của anh tại Real Madrid kết thúc mà không giành được một danh hiệu nào.

Sau sự ra đi của Raúl, Ronaldo đã được trao lại chiếc áo số 7 trước mùa giải 2010–11. Lần đầu tiên trong sự nghiệp, anh ghi bốn bàn một trận trong chiến thắng 6–1 trước Racing Santander vào ngày 23 tháng 10. Anh kết thúc chuỗi ghi bàn trong sáu trận đấu liên tiếp (ba ở La Liga, một ở Champions League và hai cho đội tuyển Bồ Đào Nha) với tổng số 11 bàn thắng, nhiều nhất trong một tháng. Ronaldo sau đó lập cú hat-trick vào lưới Athletic Bilbao, Levante, Villarreal và Málaga. Bất chấp màn trình diễn của mình, anh đã không được đề cử Quả bóng vàng FIFA 2010 lần đầu tiên. Một trong chuỗi bốn trận Clásico liên tiếp trước đại kình địch Barcelona vào tháng 4 năm 2011, Ronaldo lập cú đúp để cân bằng kỷ lục ghi 42 bàn trên mọi đấu trường trong một mùa giải. Mặc dù anh không ghi bàn trong trận bán kết Champions League mà Madrid bị loại, nhưng anh đã thực hiện thành công quả phạt đền trong trận lượt về và ghi bàn thắng quyết định ở phút thứ 103 tại trận chung kết Copa del Rey 2011, giành danh hiệu đầu tiên của anh ở Tây Ban Nha. Hai bàn thắng của anh trong trận đấu cuối cùng mùa giải, trước Almería, giúp anh trở thành cầu thủ đầu tiên tại La Liga ghi được 40 bàn thắng. Ngoài danh hiệu Pichichi, Ronaldo còn giành được Chiếc giày vàng châu Âu lần thứ hai, trở thành cầu thủ đầu tiên giành được giải thưởng này ở cả hai giải đấu khác nhau.

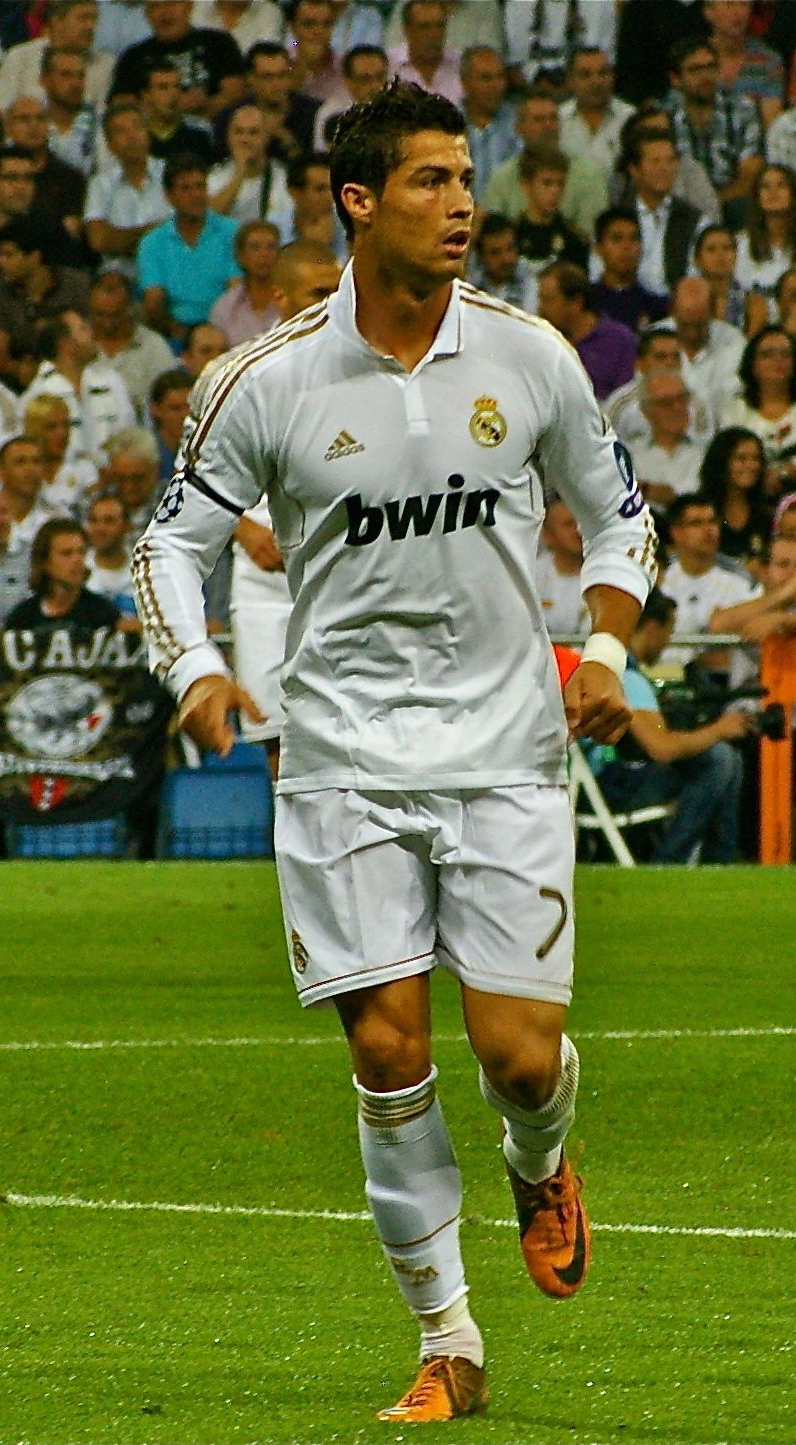
Ronaldo đã ghi 46 bàn trong chiến tích vô địch La Liga của Real Madrid ở mùa giải thứ ba của anh tại Tây Ban Nha.

Trong mùa giải tiếp theo, mùa 2011–12, Ronaldo đã vượt qua thành tích ghi bàn trước đó của chính mình với 60 bàn thắng trên mọi đấu trường. Anh góp mặt trở lại trong đề cử Quả bóng vàng FIFA 2011, với vị trí á quân sau Messi, sau khi ghi hat-trick vào lưới Real Zaragoza, Rayo Vallecano, Málaga, Osasuna và Sevilla, đưa Madrid lên ngôi đầu bảng trong giai đoạn giữa mùa. Ronaldo giúp Real Madrid giành chức vô địch La Liga sớm lần đầu tiên sau 4 năm, với kỷ lục 100 điểm. Sau cú hat-trick vào lưới Levante, tiếp tục nới rộng khoảng cách điểm số với Barcelona, anh ghi bàn thắng thứ 100 tại giải đấu cho Madrid trong chiến thắng 5–1 trước Real Sociedad vào ngày 24 tháng 3 năm 2012, một cột mốc mà anh đạt được chỉ sau 92 trận ra sân trong ba mùa giải, phá vỡ kỷ lục trước đó do Ferenc Puskás nắm giữ. Một hat-trick khác trong trận derby Madrid với Atlético Madrid đã nâng tổng số bàn thắng tại giải đấu này của anh lên 40 bàn, bằng với số bàn thắng kỷ lục của anh ở mùa giải trước. Bàn thắng cuối cùng của anh ở La Liga mùa giải đó vào lưới Mallorca, nâng tổng số bàn thắng của anh lên 46 bàn, kém 4 bàn so với kỷ lục vừa mới được thiết lập bởi Messi, và anh được vinh danh là cầu thủ đầu tiên chọc thủng lưới tất cả 19 đội trong một mùa giải ở La Liga.
Ronaldo bắt đầu mùa giải 2012–13 bằng việc giành chức vô địch Supercopa de España 2012, danh hiệu thứ ba của anh tại Tây Ban Nha. Với bàn thắng ở mỗi lượt trận của Ronaldo, Madrid đã giành Siêu cúp Tây Ban Nha nhờ luật bàn thắng trên sân khách sau trận hòa chung cuộc 4–4 trước Barcelona. Mặc dù Ronaldo công khai bình luận rằng anh không hài lòng về "vấn đề chuyên môn" của câu lạc bộ, bằng chứng là việc anh không ăn mừng bàn thắng thứ 150 của mình cho Madrid, tỷ lệ ghi bàn của anh không bị ảnh hưởng quá nhiều. Sau khi lập hat-trick, bao gồm hai quả phạt đền, vào lưới Deportivo La Coruña, anh ghi hat-trick đầu tiên ở Champions League trong chiến thắng 4–1 trước Ajax. Bốn ngày sau, anh trở thành cầu thủ đầu tiên ghi bàn trong sáu trận Clásico liên tiếp khi lập một cú đúp trong trận hòa 2–2 tại Camp Nou. Màn trình diễn của Ronaldo giúp anh một lần nữa đứng thứ hai trong cuộc chạy đua giành Quả bóng vàng FIFA 2012, sau người đã giành giải thưởng này 4 lần Messi.

#### 2013–2015: Liên tiếp giành Quả bóng vàng FIFA vàLa Décima
Sau kỳ nghỉ đông mùa giải 2012–13, Ronaldo lần đầu tiên được đeo băng đội trưởng của Madrid trong một trận đấu chính thức, lập cú đúp để giúp Madrid chỉ còn 10 người trên sân giành chiến thắng 4–3 trước Real Sociedad vào ngày 6 tháng 1. Sau đó, anh trở thành cầu thủ không phải người Tây Ban Nha đầu tiên sau 60 năm mang băng đội trưởng Madrid góp mặt trong trận El Clasico vào ngày 30 tháng 1, trận đấu này cũng đánh dấu lần ra sân thứ 500 của anh cho câu lạc bộ. Ba ngày trước, anh đã ghi bàn thắng thứ 300 cho câu lạc bộ với cú hat-trick vào lưới Getafe. Anh ghi bàn thắng thứ 200 cho Real Madrid vào ngày 8 tháng 5 trong chiến thắng 6–2 trước Málaga, sau 197 lần ra sân. Anh giúp Madrid lọt vào trận chung kết Copa del Rey 2013 bằng việc ghi hai bàn trong trận El Clásico, đánh dấu trận đấu thứ sáu liên tiếp tại Camp Nou mà anh ghi bàn, một kỷ lục của Real Madrid. Trong trận chung kết, anh đánh đầu ghi bàn thắng mở tỷ số trong trận thua 2–1 trước Atlético Madrid, nhưng sau đó bị nhận thẻ đỏ vì hành vi bạo lực. Tại vòng 16 đội Champions League, Ronaldo đối đầu với đội bóng cũ Manchester United lần đầu tiên. Sau khi ghi bàn gỡ hòa trong trận hòa 1–1 tại Santiago Bernabéu, anh ghi bàn ấn định chiến thắng 2–1 trong ngày trở lại Old Trafford. Anh không ăn mừng khi ghi bàn vào lưới đội bóng cũ nhằm thể hiện sự tôn trọng. Sau khi ghi ba bàn vào lưới Galatasaray tại tứ kết, anh ghi bàn thắng duy nhất cho Madrid trong trận thua 4–1 trước Borussia Dortmund ở bán kết lượt đi, và thắng 2–0 lượt về, họ đã bị loại ở bán kết năm thứ ba liên tiếp.

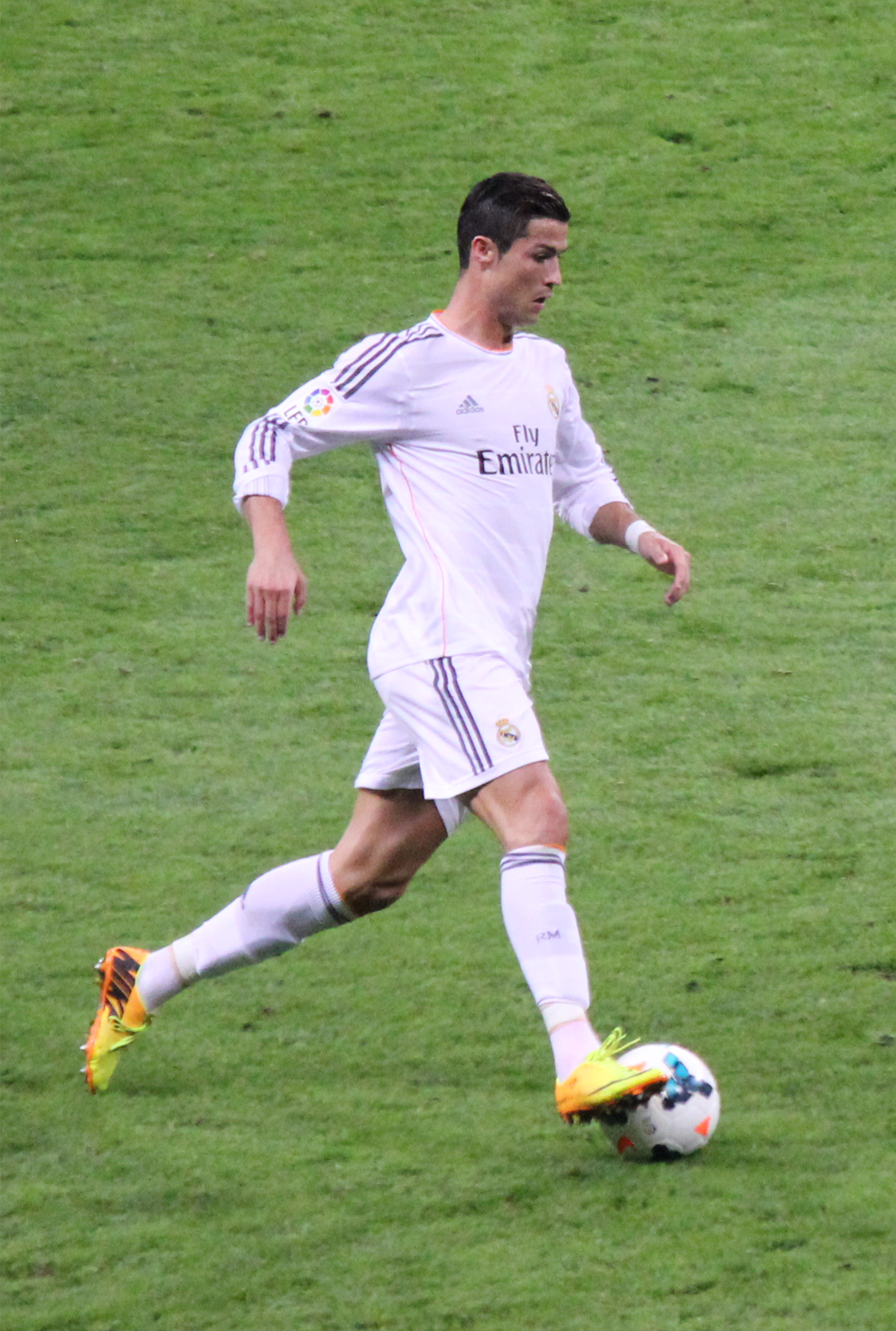
Ronaldo đã ghi kỷ lục 17 bàn tại UEFA Champions League trong mùa giải 2013–14 trên hành trình đến La Décima.

Vào đầu mùa giải 2013–14, Ronaldo ký bản hợp đồng mới kéo dài thêm 3 năm đến năm 2018, với mức lương 17 triệu euro, giúp anh trở thành cầu thủ được trả lương cao nhất thế giới. Sau đó tiền đạo cánh Gareth Bale gia nhập câu lạc bộ với mức phí chuyển nhượng kỷ lục thế giới 100 triệu euro, vượt qua 94 triệu euro mà Madrid trả cho Ronaldo bốn năm về trước. Cùng với tiền đạo Karim Benzema, họ tạo thành bộ ba tấn công được mệnh danh là "BBC" (viết tắt của Bale, Benzema và Cristiano), và cũng là tên của đài truyền hình dịch vụ công Anh, British Broadcasting Corporation (BBC). Đến cuối tháng 11, Ronaldo đã ghi 32 bàn sau 22 trận đấu cho cả câu lạc bộ và đội tuyển quốc gia, bao gồm các hat-trick vào lưới Galatasaray, Sevilla, Real Sociedad, Bắc Ireland và Thụy Điển. Ronaldo kết thúc năm 2013 với 69 bàn sau 59 lần ra sân, đây là số bàn thắng nhiều nhất của anh trong một năm. Lần đầu tiên trong sự nghiệp, anh giành được Quả bóng vàng FIFA 2013, sự kết hợp giữa Quả bóng vàng và Cầu thủ xuất sắc nhất năm của FIFA.
Bên cạnh những thành tích cá nhân, Ronaldo đã có được thành công lớn nhất cùng đội bóng thủ đô Tây Ban Nha từ trước đến nay, khi anh giúp Real Madrid hoàn thành La Décima, chiếc cúp châu Âu thứ 10 của họ. Bàn thắng của anh trong chiến thắng 3–0 trên sân nhà trước Borussia Dortmund (trận đấu thứ 100 của anh tại Champions League) đã nâng tổng số bàn thắng của anh trong mùa giải lên 14 bàn, cân bằng với kỷ lục mà Messi đã thiết lập hai năm trước đó. Sau khi lập cú đúp trong trận thắng 4–0 trước Bayern Munich tại Allianz Arena, anh ghi bàn từ chấm phạt đền ở phút 120 trong chiến thắng 4–1 tại trận chung kết trước Atlético Madrid, trở thành cầu thủ đầu tiên ghi bàn trong hai trận chung kết Champions League cho hai đội bóng vô địch khác nhau. Màn trình diễn của Ronaldo trong trận chung kết nhìn chung là khá mờ nhạt do mắc chứng viêm gân bánh chè và các vấn đề liên quan đến gân khoeo, vốn đã đeo bám anh trong những tháng cuối cùng của mùa giải. Ronaldo đã thi đấu trận chung kết mặc cho lời khuyên can của nhân viên y tế, sau đó bình luận: "Trong cuộc sống, bạn không thể chiến thắng nếu không có sự hy sinh và bạn phải chấp nhận rủi ro". Là vua phá lưới Champions League lần thứ ba, với kỷ lục 17 bàn thắng, anh được vinh danh là Cầu thủ nam xuất sắc nhất năm của UEFA.
Tại Copa del Rey, Ronaldo đã giúp Madrid tiến vào chung kết bằng việc thực hiện thành công hai quả phạt đền trước Atlético Madrid tại Vicente Calderón. Những vấn đề liên quan đến đầu gối và đùi của Ronaldo khiến anh bỏ lỡ trận chung kết, nơi Real Madrid đánh bại Barcelona 2–1 để giành chức vô địch. Ronaldo đã ghi 31 bàn sau 30 trận ở giải vô địch quốc gia, giúp anh giành được danh hiệu Pichichi và Chiếc giày vàng châu Âu, cùng với tiền đạo Luis Suárez của Liverpool. Trong số đó, anh có bàn thắng thứ 400 trong sự nghiệp, trong lần ra sân thứ 653 cho câu lạc bộ và đội tuyển quốc gia, với cú đúp vào lưới Celta Vigo vào ngày 6 tháng 1; anh đã dành tặng những bàn thắng của mình cho Eusébio, người đã qua đời hai ngày trước đó. Cú vô lê ở phút cuối vào lưới Valencia ngày 4 tháng 5 (bàn thắng thứ 50 của anh trên mọi đấu trường) đã được Liga Nacional de Fútbol Profesional công nhận là bàn thắng đẹp nhất mùa giải, Ronaldo còn được vinh danh là Cầu thủ xuất sắc nhất La Liga.
Trong mùa giải 2014–15, Ronaldo lập kỷ lục mới là 61 bàn thắng, bằng việc ghi cả hai bàn trong chiến thắng 2–0 của Madrid trước Sevilla ở Siêu cúp châu Âu. Sau đó, anh đã đạt được thành tích ghi bàn tốt nhất từ trước đến nay trong một mùa giải La Liga, với 15 bàn thắng chỉ trong tám vòng đầu đầu tiên. Cú hat-trick kỷ lục thứ 23 tại La Liga của anh vào lưới Celta Vigo ngày 6 tháng 12, giúp anh trở thành cầu thủ nhanh nhất đạt cột mốc 200 bàn thắng ở La Liga trong 178 lần ra sân. Sau khi giành chức vô địch FIFA Club World Cup 2014, Ronaldo nhận được Quả bóng vàng 2014, cân bằng với ba lần nhận giải của Johan Cruyff, Michel Platini và Marco van Basten. Madrid kết thúc ở vị trí thứ hai ở La Liga và dừng bước ở bán kết Champions League. Ronaldo tiếp tục kéo dài chuỗi trận ghi bàn của mình lên thành 12 trận với pha lập công trong chiến thắng 2–0 tại vòng 16 đội trước Schalke 04. Anh đã ghi cả hai bàn cho Real Madrid trong trận bán kết với Juventus, nơi Madrid để thua 3–2 chung cuộc. Với 10 bàn thắng, anh trở thành vua phá lưới mùa thứ ba liên tiếp, cùng với Messi và Neymar. Vào ngày 5 tháng 4, anh ghi năm bàn một trận lần đầu tiên trong sự nghiệp, bao gồm một cú hat-trick trong tám phút, ở trận thắng 9–1 trước Granada. Bàn thắng thứ 300 của anh cho câu lạc bộ diễn ra sau đó ba ngày trong chiến thắng 2–0 trước Rayo Vallecano. Những cú hat-trick tiếp theo vào lưới Sevilla, Espanyol và Getafe đã nâng tổng số cú hat-trick của anh cho Madrid lên 31, vượt qua kỷ lục câu lạc bộ của Di Stéfano là 28. Anh kết thúc mùa giải với 48 bàn thắng, giành danh hiệu Pichichi thứ hai liên tiếp và Chiếc giày vàng châu Âu kỷ lục lần thứ tư.

#### 2015–2017: Cầu thủ ghi nhiều bàn thắng nhất mọi thời đại của Real Madrid

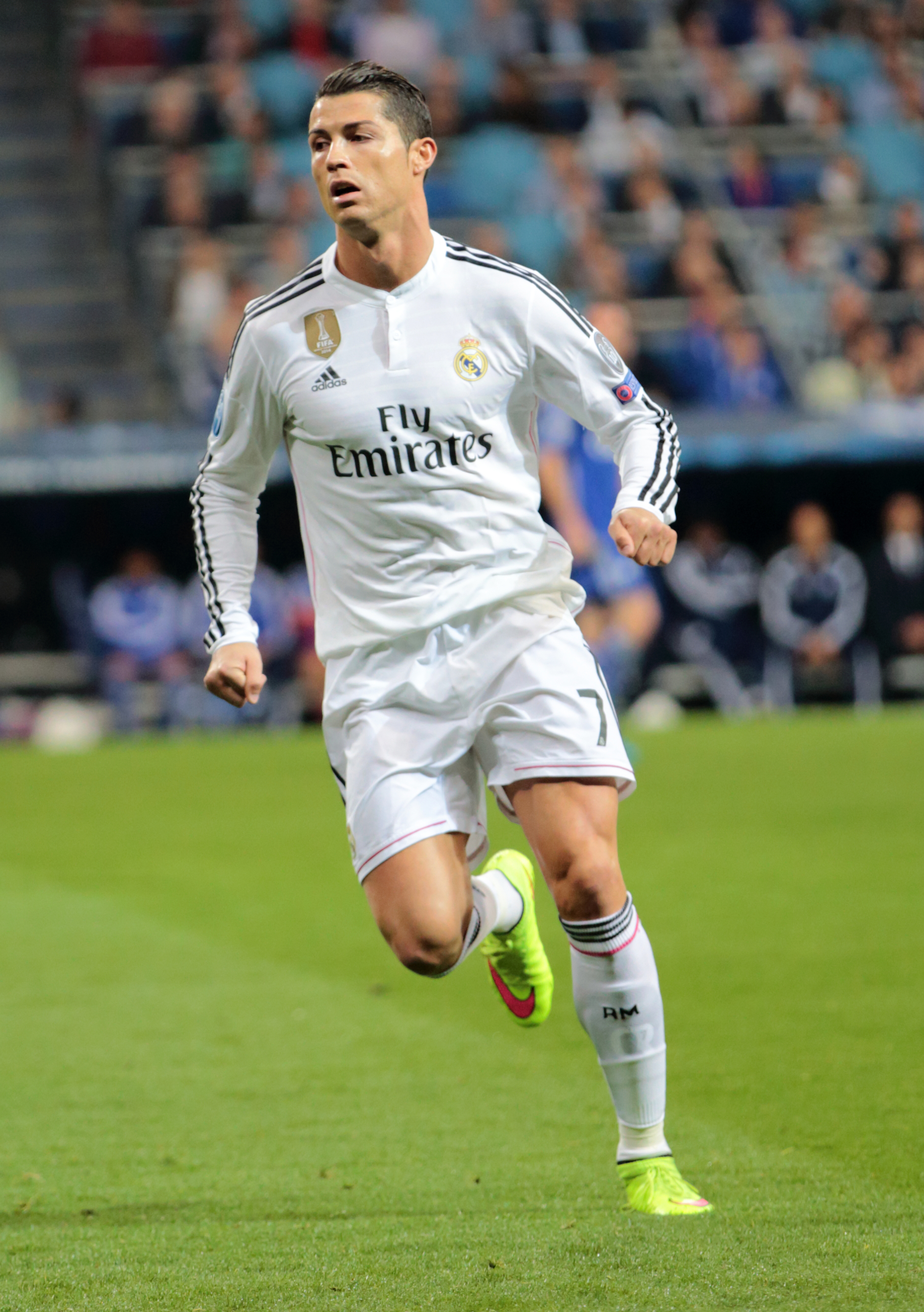
Ronaldo đã ghi 61 bàn trên mọi đấu trường trong mùa giải 2014–15.

Vào đầu mùa giải thứ bảy của anh tại Madrid, mùa 2015–16, Ronaldo trở thành cầu thủ ghi nhiều bàn thắng nhất mọi thời đại của câu lạc bộ, đầu tiên là tại La Liga và sau đó là trên mọi đấu trường. Năm bàn thắng của anh trong chiến thắng 6–0 trước Espanyol vào ngày 12 tháng 9 đã nâng tổng số bàn thắng của anh ở La Liga lên 230 bàn sau 203 trận, vượt qua Raúl. Một tháng sau, vào ngày 17 tháng 10, anh tiếp tục vượt qua Raúl khi ghi bàn thắng thứ hai trong trận thắng 3–0 trước Levante tại Bernabéu để nâng tổng số bàn thắng của anh cho câu lạc bộ lên 324 bàn. Ronaldo cũng vượt qua Messi để trở thành cầu thủ ghi nhiều bàn thắng nhất mọi thời đại ở Champions League với một hat-trick trong trận đấu đầu tiên với Shakhtar Donetsk. Hai bàn trong chiến thắng 2–0 trên sân khách trước Malmö FF vào ngày 30 tháng 9 giúp anh đạt cột mốc 500 bàn thắng trong sự nghiệp cho câu lạc bộ và đội tuyển quốc gia. Sau đó anh trở thành cầu thủ đầu tiên vượt mốc 10 bàn thắng ở vòng bảng UEFA Champions League, với kỷ lục 11 bàn, trong đó có 4 bàn thắng khác cũng vào lưới Malmö.

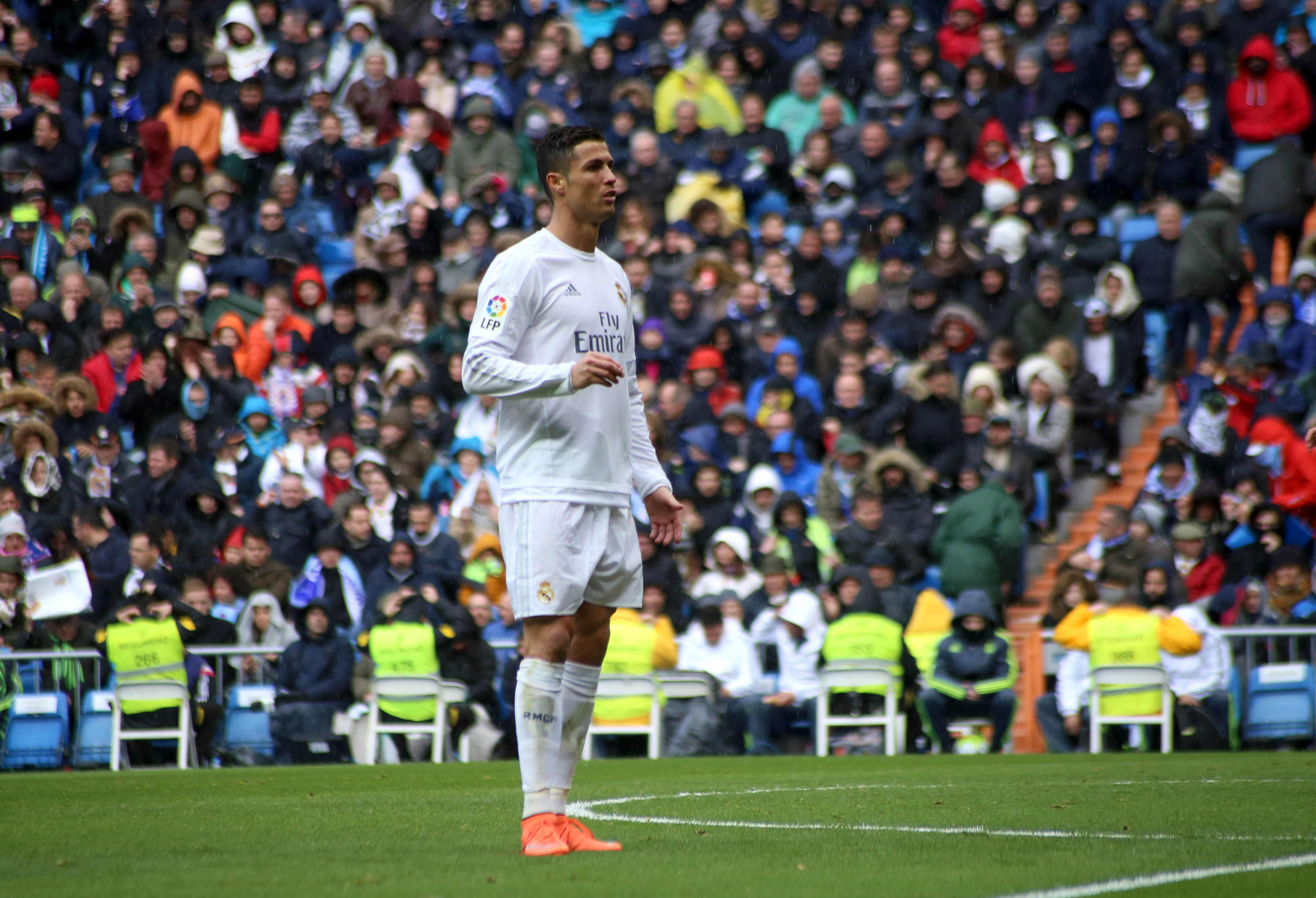
Tính đến tháng 3 năm 2016, Ronaldo đã ghi 252 bàn sau 228 trận ở La Liga để trở thành cầu thủ ghi bàn nhiều thứ hai của giải đấu.

Bốn bàn thắng của Ronaldo trong chiến thắng 7–1 trên sân nhà trước Celta de Vigo vào ngày 5 tháng 3 năm 2016 đã nâng tổng số bàn thắng của anh tại La Liga lên 252 bàn, trở thành cầu thủ ghi bàn nhiều thứ hai trong lịch sử giải đấu sau Messi. Anh lập một cú hat-trick vào lưới VfL Wolfsburg để giúp Real Madrid tiến vào bán kết Champions League. Cú hat-trick này đã nâng tổng số bàn thắng của anh tại giải đấu lên 16 bàn, giúp anh trở thành Vua phá lưới trong mùa giải thứ 4 liên tiếp ở Real Madrid và là lần thứ 5 trong sự nghiệp. Gặp vấn đề về thể lực, Ronaldo đã có màn trình diễn kém thuyết phục trong trận chung kết gặp lại Atlético, mặc dù anh đã thực hiện thành công lượt sút quyết định trong loạt luân lưu để mang về chức vô địch thứ 11 cho Madrid. Năm thứ sáu liên tiếp, anh kết thúc mùa giải với hơn 50 bàn thắng trên mọi đấu trường. Với những nỗ lực trong suốt mùa giải, anh lần thứ hai nhận được giải thưởng Cầu thủ nam xuất sắc nhất năm của UEFA.
Ronaldo bỏ lỡ ba trận đấu đầu tiên của Madrid ở mùa giải 2016–17, bao gồm cả Siêu cúp châu Âu 2016 với Sevilla, khi anh phải hồi phục chấn thương đầu gối gặp phải trong trận chung kết Euro 2016 trước Pháp. Vào ngày 15 tháng 9, anh đã không ăn mừng bàn thắng từ quả phạt đền trong trận đấu với Sporting CP ở Champions League, Ronaldo sau trận đấu nói rằng "họ đã biến tôi trở thành một con người như hiện tại." Vào ngày 7 tháng 11, hợp đồng của anh đã được cập nhật lần thứ hai và được gia hạn thêm ba năm cho đến năm 2021. Vào ngày 19 tháng 11, anh lập một cú hat-trick trong chiến thắng 3–0 trước Atlético, giúp anh trở thành cầu thủ ghi nhiều bàn thắng nhất mọi thời đại trong trận derby Madrid với 18 bàn. Vào ngày 15 tháng 12, Ronaldo ghi bàn thắng thứ 500 trong sự nghiệp cho câu lạc bộ tại trận thắng 2–0 trước Club América ở bán kết FIFA Club World Cup 2016. Sau đó, anh lập một cú hat-trick trong chiến thắng 4–2 trước câu lạc bộ Nhật Bản Kashima Antlers tại trận chung kết. Ronaldo kết thúc giải đấu khi là vua phá lưới với bốn bàn thắng và cũng được vinh danh là cầu thủ xuất sắc nhất giải. Anh giành Quả bóng vàng 2016, lần thứ tư trong sự nghiệp và còn nhận được giải Cầu thủ nam xuất sắc nhất năm 2016 của FIFA, một sự hồi sinh của Cầu thủ xuất sắc nhất năm của FIFA kiểu cũ, nhờ vào thành công của anh khi cùng Bồ Đào Nha lên ngôi vô địch Euro 2016.

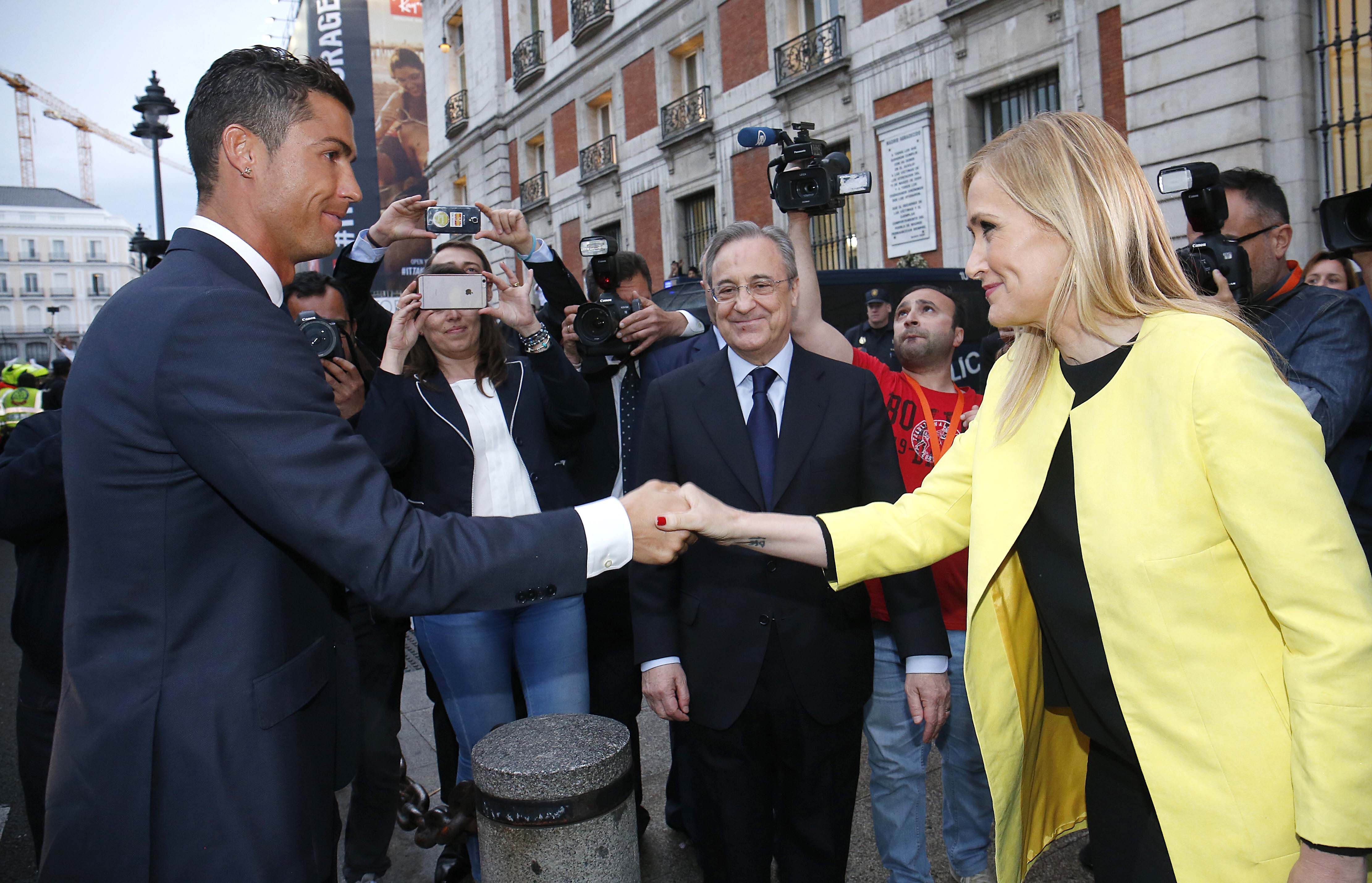
Ronaldo (trái) với Cristina Cifuentes, Chủ tịch Cộng đồng Madrid, trong lễ ăn mừng chức vô địch Champions League 2016 ở Madrid.

Trong trận tứ kết UEFA Champions League 2016–17 với Bayern vào tháng 4, Ronaldo ghi cả hai bàn trong chiến thắng 2–1 trên sân khách, giúp anh làm nên lịch sử khi trở thành cầu thủ đầu tiên đạt mốc 100 bàn thắng tại giải đấu danh giá nhất cấp câu lạc bộ của UEFA. Trong trận tứ kết lượt về, Ronaldo đã lập một cú hat-trick 'hoàn hảo' và cán mốc bàn thắng thứ 100 tại Champions League, trở thành cầu thủ đầu tiên làm được điều này khi Madrid một lần nữa đánh bại Bayern với tỷ số 4–2 sau hiệp phụ. Vào ngày 2 tháng 5, Ronaldo lập một cú hat-trick khác khi Madrid đánh bại Atlético 3–0 trong trận bán kết lượt đi Champions League. Vào ngày 17 tháng 5, Ronaldo vượt qua Jimmy Greaves để trở thành cầu thủ ghi nhiều bàn thắng nhất mọi thời đại ở năm giải vô địch quốc gia hàng đầu châu Âu, với hai bàn thắng vào lưới Celta de Vigo. Anh kết thúc mùa giải với 42 bàn thắng trên mọi đấu trường khi giúp Madrid giành chức vô địch La Liga lần đầu tiên kể từ năm 2012. Trong trận chung kết Champions League, Ronaldo lập cú đúp trong chiến thắng 4–1 trước Juventus và trở thành cầu thủ ghi nhiều bàn thắng nhất trong mùa giải thứ năm liên tiếp và là thứ sáu trong sự nghiệp, với 12 bàn, đồng thời trở thành cầu thủ đầu tiên ghi bàn ở ba trận chung kết trong kỷ nguyên Champions League; bàn thắng thứ 2 cũng đánh dấu bàn thắng thứ 600 trong sự nghiệp của anh. Madrid còn trở thành đội bóng đầu tiên giành chức vô địch giải đấu danh giá này 2 lần liên tiếp ở kỷ nguyên Champions League.

#### 2017–2018: Chức vô địch Champions League thứ năm và Quả bóng vàng thứ năm

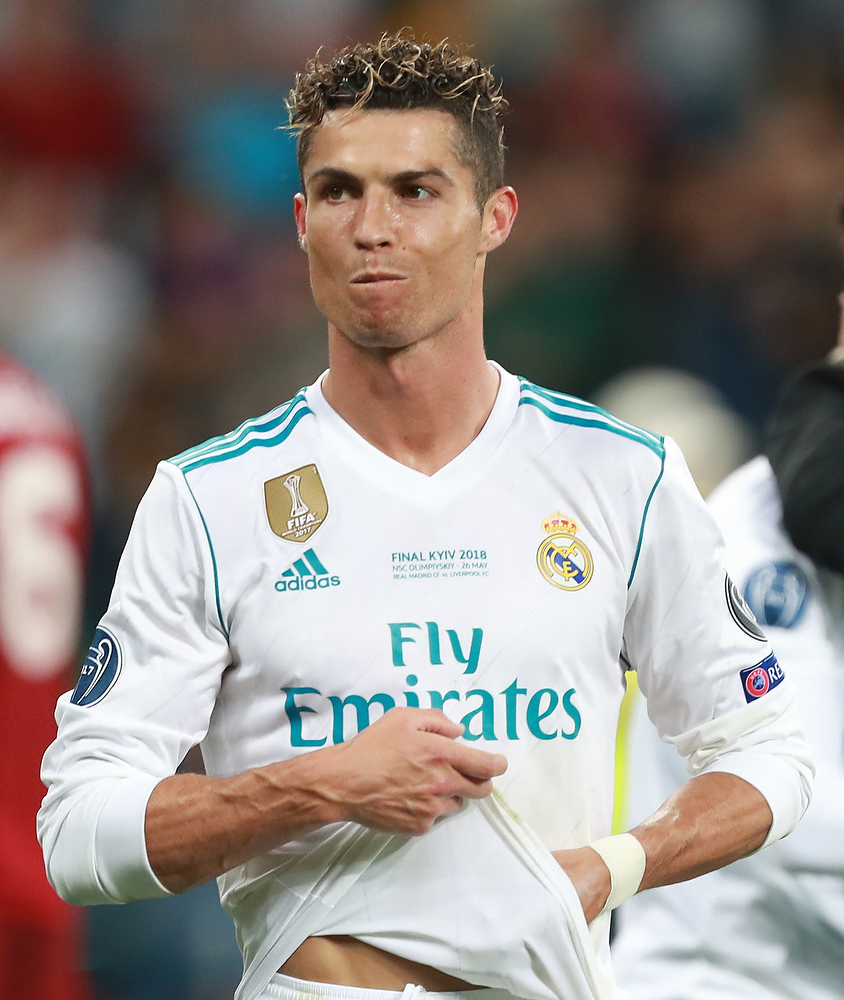
Ronaldo trong trận chung kết UEFA Champions League 2018, trận đấu cuối cùng của anh cho Real Madrid

Vào đầu mùa giải 2017–18, Ronaldo ghi bàn thắng thứ hai cho Madrid ở phút 80 trong chiến thắng 3–1 trước Barcelona tại trận lượt đi Supercopa de España 2017 ở Camp Nou; tuy nhiên, anh bị đuổi khỏi sân hai phút sau đó và bỏ lỡ trận lượt về. Vào ngày 23 tháng 10, màn trình diễn của anh trong suốt năm 2017 đã giúp anh giành giải Cầu thủ nam xuất sắc nhất năm của FIFA lần thứ hai liên tiếp. Vào ngày 6 tháng 12, anh trở thành cầu thủ đầu tiên ghi bàn trong cả sáu trận vòng bảng Champions League với cú cứa lòng trên sân nhà trước Dortmund. Một ngày sau, Ronaldo giành Quả bóng vàng 2017, đây là lần thứ năm anh nhận giải thưởng này, trên Tháp Eiffel ở Paris. Vào ngày 16 tháng 12, anh ghi bàn thắng quyết định từ quả đá phạt trực tiếp, giúp Madrid giành chức vô địch FIFA Club World Cup thứ hai liên tiếp khi đánh bại Gremio trong trận chung kết. Vào ngày 3 tháng 3 năm 2018, anh ghi hai bàn trong chiến thắng 3–1 trên sân nhà trước Getafe, đây là bàn thắng thứ 300 sau 286 lần ra sân của anh tại La Liga, giúp anh trở thành cầu thủ nhanh nhất đạt được cột mốc này và là cầu thủ thứ hai làm được điều đó sau Messi. Vào ngày 18 tháng 3, anh lập cú hat-trick thứ 50 trong sự nghiệp, ghi bốn bàn ở trận thắng 6–3 trước Girona.
Vào ngày 3 tháng 4, Ronaldo ghi hai bàn trong chiến thắng 3–0 trên sân khách trước Juventus ở tứ kết UEFA Champions League 2017–18, bàn thắng thứ hai của anh là một cú ngả bàn đèn. Được hậu vệ Juventus Andrea Barzagli mô tả như một "bàn thắng trên PlayStation", với chân của Ronaldo cách mặt đất xấp xỉ 7 ft 7 in (2,31 m), pha dứt điểm này đã khiến các cổ động viên đội đối phương trên khán đài phải đứng dậy vỗ tay tán thưởng, đồng thời nhận được vô số lời khen ngợi từ đồng nghiệp, chuyên gia và huấn luyện viên. Vào ngày 11 tháng 4, anh ghi bàn trong trận lượt về trên sân nhà trước Juventus, quả phạt đền ở phút bù giờ thứ 98 trong trận thua 3–1, đồng nghĩa với việc Madrid giành chiến thắng 4–3 chung cuộc. Đó là bàn thắng thứ mười của anh vào lưới Juventus, một kỷ lục Champions League đối với một câu lạc bộ duy nhất. Trong trận chung kết vào ngày 26 tháng 5, Madrid đã đánh bại Liverpool với tỷ số 3–1, mang về chức vô địch Champions League thứ năm cho cá nhân Ronaldo, anh là cầu thủ đầu tiên làm được điều đó. Anh là Vua phá lưới của giải đấu trong mùa giải thứ sáu liên tiếp với 15 bàn thắng. Sau trận chung kết, Ronaldo đề cập đến khoảng thời gian của anh tại Madrid trong quá khứ, làm dấy lên suy đoán rằng anh có thể rời câu lạc bộ.

### Juventus
Bất chấp nhiều tháng đàm phán về một bản hợp đồng mới với Real Madrid, vào ngày 10 tháng 7 năm 2018, Ronaldo ký hợp đồng có thời hạn 4 năm với câu lạc bộ Ý Juventus sau khi hoàn tất thương vụ chuyển nhượng trị giá 100 triệu euro, bao gồm thêm 12 triệu euro phụ phí khác. Đây là thương vụ chuyển nhượng đắt giá nhất từ trước đến nay đối với một cầu thủ trên 30 tuổi, và là mức trả cao nhất của một câu lạc bộ Ý. Khi ký hợp đồng, Ronaldo cho rằng anh rời Madrid vì muốn tìm kiếm một thử thách mới, nhưng sau đó lại cho rằng việc chuyển nhượng là do thiếu sự ủng hộ mà anh nhận được từ chủ tịch câu lạc bộ Florentino Pérez.

#### 2018–2020: Các chức vô địch Serie A liên tiếp
Vào ngày 18 tháng 8, Ronaldo có trận ra mắt trong chiến thắng 3–2 trên sân khách trước Chievo Verona. Vào ngày 16 tháng 9, Ronaldo ghi hai bàn thắng đầu tiên cho Juventus trong lần ra sân thứ tư ở trận thắng 2–1 trên sân nhà trước Sassuolo ở Serie A; bàn thắng thứ hai của Ronaldo là bàn thắng thứ 400 trong sự nghiệp của anh. Vào ngày 19 tháng 9, trong trận đấu đầu tiên tại Champions League cho Juventus, anh bị truất quyền thi đấu ở phút 29 vì "hành vi bạo lực", đây là thẻ đỏ đầu tiên của anh sau 154 lần ra sân tại giải đấu này. Ronaldo trở thành cầu thủ đầu tiên trong lịch sử thắng 100 trận tại Champions League, kiến tạo cho Mario Mandžukić lập công trong chiến thắng 1–0 trên sân nhà trước Valencia, giúp Juventus vượt qua vòng bảng. Vào tháng 12, anh ghi bàn thắng thứ 10 của anh tại Serie A, bàn thắng ấn định từ chấm phạt đền trong chiến thắng 3–0 trên sân khách trước Fiorentina. Sau khi đứng thứ hai ở cả hai giải Cầu thủ nam xuất sắc nhất năm 2017 của UEFA và Cầu thủ nam xuất sắc nhất năm 2017 của FIFA lần đầu tiên sau ba năm, xếp sau Luka Modrić, màn trình diễn của Ronaldo trong năm 2018 cũng giúp anh được bầu chọn là Á quân Quả bóng vàng 2018, một lần nữa đứng sau người đồng đội cũ tại Real Madrid. Ronaldo giành được danh hiệu đầu tiên cùng với câu lạc bộ vào ngày 16 tháng 1 năm 2019, Supercoppa Italiana 2018, sau khi anh ghi bàn thắng duy nhất từ một cú đánh đầu vào lưới AC Milan.
Vào ngày 10 tháng 2, Ronaldo ghi bàn trong chiến thắng 3–0 trước Sassuolo, trận đấu sân khách thứ 9 liên tiếp mà anh ghi bàn tại giải đấu, san bằng kỷ lục của Giuseppe Signori về số trận sân khách ghi bàn liên tiếp nhiều nhất trong một mùa giải Serie A. Vào ngày 12 tháng 3, Ronaldo lập cú hat-trick trong chiến thắng 3–0 trên sân nhà trước Atlético ở trận lượt về vòng 16 đội Champions League, giúp Juventus tiến vào tứ kết. Tháng sau, Ronaldo ghi bàn thắng thứ 125 tại Champions League, bàn mở tỷ số trong trận hòa 1–1 trên sân khách ở trận tứ kết lượt đi với Ajax, vào ngày 10 tháng 4. Trong trận lượt về tại Turin vào ngày 16 tháng 4, anh ghi bàn mở tỷ số, nhưng cuối cùng Juventus đã để thua với tỷ số 2–1 và bị loại khỏi giải. Vào ngày 20 tháng 4, Ronaldo góp mặt trong trận đấu quyết định ngôi vương Serie A với Fiorentina, Juventus giành scudetto lần thứ tám liên tiếp sau chiến thắng 2–1 trên sân nhà, đồng thời đưa anh trở thành cầu thủ đầu tiên giành chức vô địch quốc gia ở Anh, Tây Ban Nha và Ý. Vào ngày 27 tháng 4, anh ghi bàn thắng thứ 600 cho câu lạc bộ, bàn gỡ hòa trong trận hòa 1–1 trên sân khách trước Inter Milan tại Derby d'Italia. Kết thúc mùa giải Serie A đầu tiên của mình với 21 bàn thắng và 8 đường kiến tạo, Ronaldo giành giải thưởng Cầu thủ xuất sắc nhất Serie A.

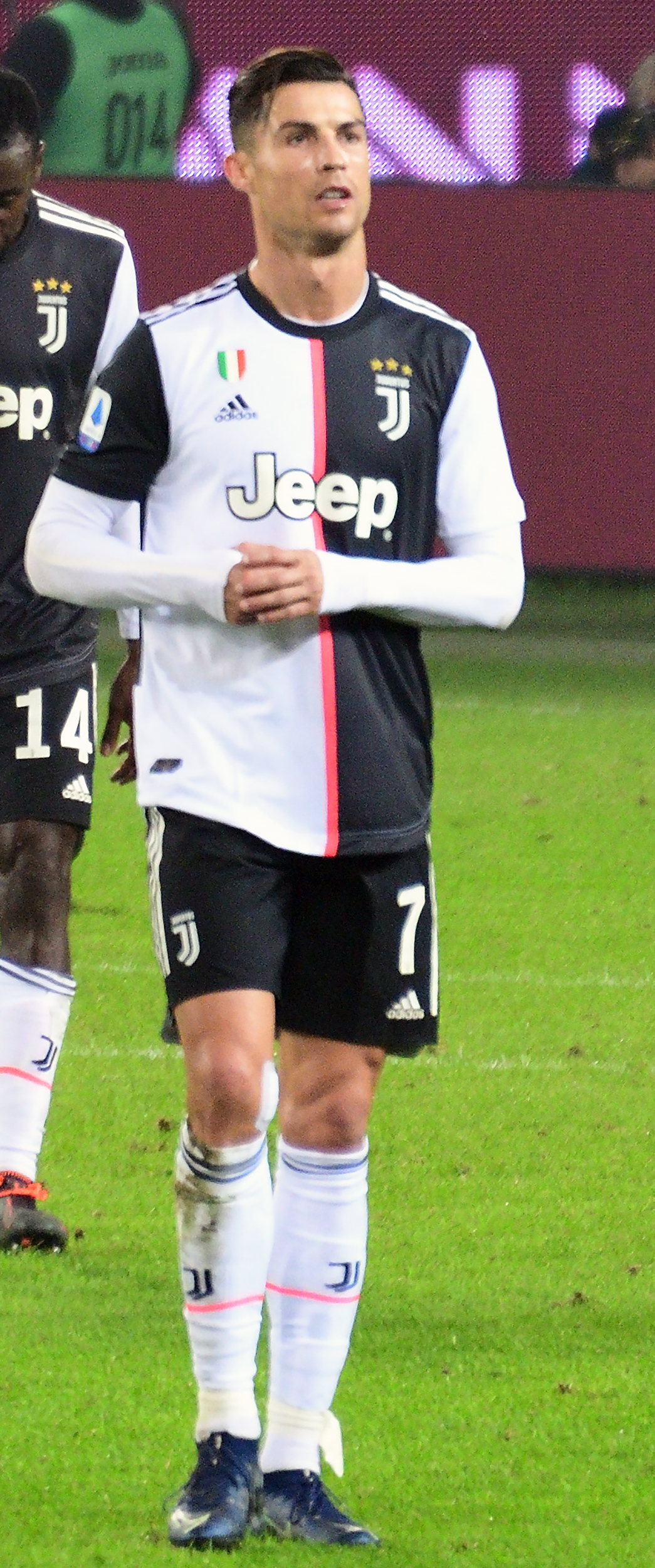
Ronaldo chơi cho Juventus trong trận đấu với Torino ở mùa giải 2019–20

Ronaldo ghi bàn thắng đầu tiên trong mùa giải 2019–20 tại trận thắng 4–3 trên sân nhà trước Napoli ở Serie A vào ngày 31 tháng 8 năm 2019. Vào ngày 23 tháng 9, anh đứng vị trí thứ 3 tại giải thưởng Cầu thủ nam xuất sắc nhất năm 2019 của FIFA. Vào ngày 1 tháng 10, anh đã đạt được một số cột mốc trong chiến thắng 3–0 của Juventus tại Champions League trước Bayer Leverkusen: anh ghi bàn trong mùa giải Champions League thứ 14 liên tiếp, san bằng kỷ lục của Raúl và Messi; anh cũng phá kỷ lục cầu thủ có nhiều trận thắng nhất mọi thời đại của Iker Casillas và cân bằng kỷ lục ghi bàn vào lưới 33 đội bóng khác nhau của Raúl tại Champions League. Vào ngày 6 tháng 11, trong chiến thắng 2–1 trên sân khách trước Lokomotiv Moskva, anh đã cân bằng với Paolo Maldini, trở thành cầu thủ ra sân nhiều thứ hai trong các giải đấu cấp câu lạc bộ của UEFA với 174 lần ra sân. Vào ngày 18 tháng 12, Ronaldo bật nhảy lên độ cao 8 ft 5 in (2,57 m), cao hơn xà ngang, để đánh đầu ghi bàn ấn định chiến thắng 2–1 trước Sampdoria trên sân khách. Ronaldo lập cú hat-trick đầu tiên tại Serie A vào ngày 6 tháng 1 năm 2020, trong chiến thắng 4–0 trên sân nhà trước Cagliari. Đây là cú hat-trick thứ 56 trong sự nghiệp, anh trở thành cầu thủ thứ hai sau Alexis Sánchez lập hat-trick ở Premier League, La Liga và Serie A. Vào ngày 2 tháng 2, anh ghi hai bàn từ chấm phạt đền trong chiến thắng 3–0 trên sân nhà trước Fiorentina, san bằng kỷ lục ghi bàn của David Trezeguet trong chín trận đấu liên tiếp ở Serie A, và đã phá kỷ lục sáu ngày sau đó bằng việc ghi bàn trong trận đấu thứ mười liên tiếp của anh, thất bại 2–1 trên sân khách trước Hellas Verona. Vào ngày 22 tháng 2, Ronaldo ghi bàn trong trận đấu thứ 11 liên tiếp ở Serie A, ngang bằng với Gabriel Batistuta và Fabio Quagliarella, trong trận đấu chuyên nghiệp thứ 1.000 của anh, chiến thắng 2–1 trên sân khách trước SPAL.
Vào ngày 22 tháng 6, anh thực hiện thành công một quả phạt đền trong chiến thắng 2–0 trên sân khách trước Bologna, vượt qua Rui Costa để trở thành cầu thủ Bồ Đào Nha ghi nhiều bàn thắng nhất trong lịch sử Serie A. Vào ngày 4 tháng 7, anh ghi bàn thắng thứ 25 trong mùa giải từ một quả đá phạt trong chiến thắng 4–1 trên sân nhà trước Torino, trở thành cầu thủ Juventus đầu tiên đạt được cột mốc này kể từ Omar Sívori năm 1961; bàn thắng này cũng là bàn thắng đầu tiên của anh từ một quả đá phạt cho câu lạc bộ sau 43 lần thực hiện không thành công. Vào ngày 20 tháng 7, Ronaldo ghi hai bàn trong chiến thắng 2–1 trên sân nhà trước Lazio; bàn thắng đầu tiên của anh là bàn thắng thứ 50 tại Serie A. Anh trở thành cầu thủ nhanh thứ hai đạt được cột mốc này, sau Gunnar Nordahl, và là cầu thủ đầu tiên trong lịch sử đạt mốc 50 bàn thắng ở Premier League, La Liga và Serie A. Với cú đúp của mình, anh cũng đạt được cột mốc 30 bàn thắng trong mùa giải, trở thành cầu thủ thứ ba (sau Felice Borel năm 1934 và John Hansen năm 1952) trong lịch sử Juventus đạt được cột mốc đó trong một mùa giải. Ngoài ra, anh còn trở thành cầu thủ lớn tuổi nhất, ở tuổi 35 và 166 ngày, ghi được hơn 30 bàn thắng ở một trong năm giải vô địch quốc gia hàng đầu châu Âu kể từ khi Ronnie Rooke khoác áo Arsenal năm 1948. Vào ngày 26 tháng 7, Ronaldo ghi bàn mở tỷ số trong chiến thắng 2–0 trên sân nhà trước Sampdoria, giúp Juventus giành chức vô địch Serie A lần thứ chín liên tiếp. Anh kết thúc mùa giải thứ hai với 31 bàn thắng, trở thành cầu thủ ghi nhiều bàn thắng thứ hai tại giải đấu, sau người giành Chiếc giày vàng châu Âu Ciro Immobile, với 36 bàn. Vào ngày 7 tháng 8, Ronaldo lập một cú đúp trong chiến thắng 2–1 trên sân nhà trước Lyon ở trận lượt về vòng 16 đội Champions League, giúp anh kết thúc mùa giải với 37 bàn thắng; phá vỡ kỷ lục câu lạc bộ của Felice Borel với 36 bàn thắng trong một mùa giải. Mặc dù giành chiến thắng, trận đấu kết thúc với tổng tỷ số hòa 2–2 và Juventus bị loại khỏi giải vì luật bàn thắng sân khách.

#### 2020–2021: 100 bàn thắng cho Juventus,Capocannonierevà rời câu lạc bộ
Vào ngày 20 tháng 9 năm 2020, Ronaldo ghi bàn trong trận đấu mở màn mùa giải của Juventus, chiến thắng 3–0 trên sân nhà trước Sampdoria. Vào ngày 1 tháng 11, sau khi Ronaldo mất gần ba tuần để điều trị COVID-19, anh trở lại trong trận đấu gặp Spezia; anh vào sân từ băng ghế dự bị trong hiệp hai và ghi bàn trong vòng ba phút đầu tiên, trước khi ghi bàn thắng thứ hai từ chấm phạt đền trong chiến thắng 4–1 trên sân khách. Vào ngày 2 tháng 12, anh ghi bàn vào lưới Dynamo Kyiv trong trận đấu vòng bảng Champions League, cán mốc bàn thắng thứ 750 trong sự nghiệp. Ronaldo thi đấu trận thứ 100 trên mọi đấu trường cho Juventus vào ngày 13 tháng 12, thực hiện thành công hai quả phạt đền trong chiến thắng 3–1 trước Genoa trên sân khách, nâng tổng số bàn thắng của anh lên 79. Vào ngày 20 tháng 1 năm 2021, Juventus giành chức vô địch Supercoppa Italiana 2020 sau chiến thắng 2–0 trước Napoli, với bàn thắng mở tỷ số của Ronaldo. Vào ngày 2 tháng 3, anh ghi bàn trong chiến thắng 3–0 trước Spezia trong trận đấu thứ 600 tại Serie A, trở thành cầu thủ đầu tiên ghi ít nhất 20 bàn trong 12 mùa giải liên tiếp ở năm giải vô địch quốc gia hàng đầu châu Âu. Vào ngày 9 tháng 3, Juventus bị Porto loại khỏi Champions League ngay ở vòng 16 đội, một lần nữa theo luật bàn thắng sân khách (tổng tỷ số 4–4). Vào ngày 14 tháng 3, anh lập cú hat-trick thứ 57 trong sự nghiệp ở trận thắng 3–1 trên sân khách trước Cagliari. Vào ngày 12 tháng 5, Ronaldo ghi một bàn trong chiến thắng 3–1 trên sân khách trước Sassuolo, đạt mốc bàn thắng thứ 100 cho Juventus trên mọi đấu trường trong lần ra sân thứ 131 của anh, trở thành cầu thủ Juventus nhanh nhất đạt được thành tích này. Với chiến thắng của Juventus trong trận chung kết Coppa Italia 2021 vào ngày 19 tháng 5, Ronaldo trở thành cầu thủ đầu tiên trong lịch sử giành được tất cả các danh hiệu quốc nội lớn ở Anh, Tây Ban Nha và Ý. Ronaldo kết thúc mùa giải với 29 bàn thắng ở Serie A, giành giải Capocannoniere cho cầu thủ ghi nhiều bàn thắng nhất và trở thành cầu thủ đầu tiên kết thúc mùa giải với tư cách Vua phá lưới tại các giải vô địch quốc gia Anh, Tây Ban Nha và Ý.
Vào ngày 22 tháng 8, Ronaldo bắt đầu trận đấu đầu tiên của mùa giải mới trên băng ghế dự bị, vào sân thay cho Álvaro Morata trong trận hòa 2–2 trước Udinese Calcio. Mặc dù huấn luyện viên trưởng Massimiliano Allegri xác nhận đó là quyết định của chính Ronaldo do tình trạng thể lực, nhưng nó được đưa ra trong bối cảnh có thông tin anh sẽ rời câu lạc bộ trước khi kỳ chuyển nhượng mùa hè đóng cửa, và Ronaldo đã nói với Allegri rằng anh "không có ý định" tiếp tục ở lại Juventus. Vào ngày 26 tháng 8, Ronaldo và người đại diện Jorge Mendes đã đạt được thỏa thuận riêng với Manchester City về các điều khoản cá nhân, nhưng câu lạc bộ đã rút khỏi thỏa thuận vào ngày hôm sau do chi phí chuyển nhượng. Cùng ngày, có thông tin xác nhận rằng đại kình địch của Man City là Manchester United, câu lạc bộ cũ của Ronaldo, đang đàm phán để ký hợp đồng với anh, trong khi cựu huấn luyện viên Alex Ferguson và một số đồng đội cũ đã thuyết phục anh tái ký hợp đồng với United.

### Trở lại Manchester United

#### 2021–2022: 100 bàn thắng ở Premier League và nội bộ lục đục
Vào ngày 27 tháng 8 năm 2021, Manchester United thông báo rằng họ đã đạt được thỏa thuận với Juventus để tái ký hợp đồng với Ronaldo, tùy thuộc vào thỏa thuận liên quan đến các điều khoản cá nhân, thị thực và y tế. Thương vụ chuyển nhượng được cho là có giá trị ban đầu là 12,85 triệu bảng, có thời hạn hai năm cộng với tùy chọn gia hạn thêm một năm, được công bố vào ngày 31 tháng 8. Ronaldo sẽ mặc áo số 7 sau khi Edinson Cavani đồng ý chuyển sang số 21. Doanh số bán áo đấu trong 24 giờ đầu tiên của Ronaldo được cho là đã phá kỷ lục mọi thời đại sau một thương vụ chuyển nhượng, vượt qua Messi sau khi anh chuyển đến Paris Saint-Germain trước đó.

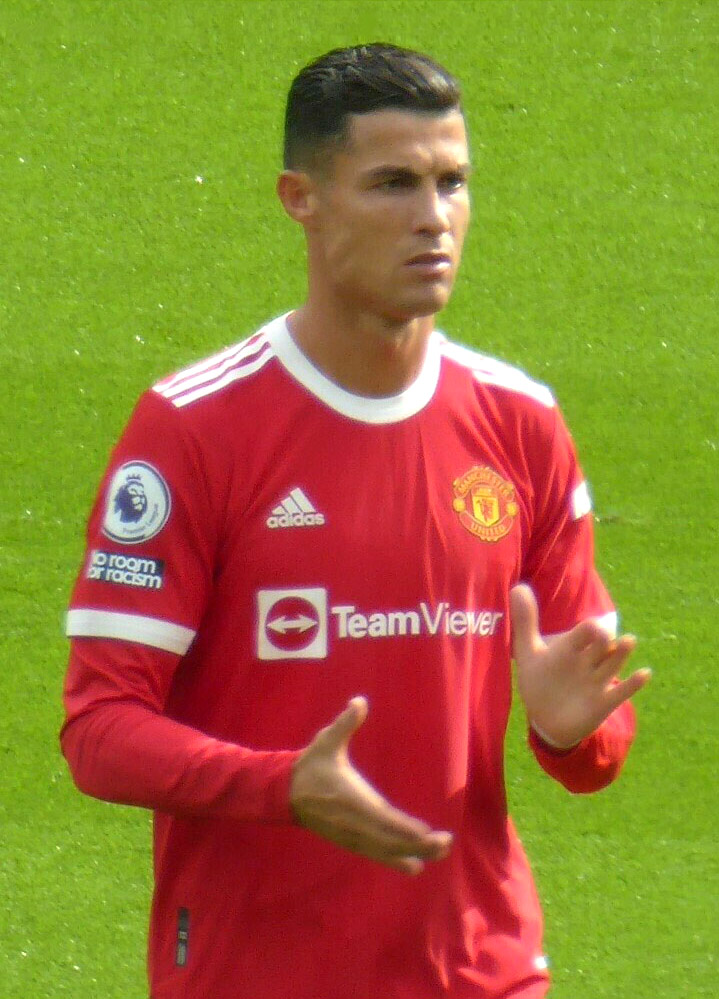
Ronaldo trong trận đấu ở Premier League với Newcastle vào tháng 9 năm 2021, trận đầu tiên anh tái xuất Manchester United

Vào ngày 11 tháng 9, Ronaldo có trận tái xuất tại Old Trafford, ghi hai bàn mở tỷ số trong chiến thắng 4–1 trước Newcastle United. Vào ngày 29 tháng 9, anh ghi bàn thắng ấn định tỷ số ở phút cuối cùng trong chiến thắng 2–1 của United trên sân nhà trước Villarreal ở Champions League, vượt qua Iker Casillas để trở thành cầu thủ có nhiều lần ra sân nhất giải đấu. Trong trận đấu tiếp theo tại Champions League vào ngày 20 tháng 10, Ronaldo một lần nữa ghi bàn thắng quyết định vào phút cuối, giúp United thắng ngược 3–2 trên sân nhà trước Atalanta, và lập cú đúp, bao gồm cả bàn gỡ hòa ở phút cuối, trong trận đấu gặp lại Atalanta vào ngày 2 tháng 11. Vào ngày 23 tháng 11, Ronaldo trở thành cầu thủ đầu tiên ghi bàn trong 5 trận liên tiếp ở một mùa giải Champions League cho một câu lạc bộ Anh, sau khi mở tỷ số cho United trong chiến thắng 2–0 trước Villarreal, sáu bàn thắng của anh đóng vai trò quan trọng giúp United giành quyền vào vòng 16 đội với tư cách là đội đứng đầu bảng. Vào ngày 2 tháng 12, Ronaldo ghi hai bàn trong chiến thắng 3–2 trên sân nhà trước Arsenal ở Premier League, trở thành cầu thủ đầu tiên ghi hơn 800 bàn thắng trong sự nghiệp.
Tháng sau, sau khi mối quan hệ với các đồng đội và huấn luyện viên tạm quyền Ralf Rangnick rạn nứt, màn trình diễn của anh và câu lạc bộ đã sa sút trong mùa giải, với việc Ronaldo cân bằng thành tích ghi bàn tệ nhất kể từ năm 2010 trong thời gian khoác áo Real Madrid, anh đã không thể ghi bàn trong vòng hai tháng, trước khi ghi bàn đầu tiên trong năm mới, mở tỷ số trong chiến thắng 2–0 của United trên sân nhà trước Brighton & Hove Albion vào ngày 15 tháng 2 năm 2022. Sau chấn thương gân khoeo khiến anh bỏ lỡ trận derby Manchester với Manchester City, Ronaldo đã trở lại sau chấn thương vào ngày 12 tháng 3, ghi một hat-trick trong chiến thắng 3–2 trước Tottenham Hotspur, giúp anh vượt qua kỷ lục ghi bàn của Josef Bican trong sự nghiệp bóng đá chuyên nghiệp với 807 bàn thắng, mặc dù Liên đoàn bóng đá Cộng hòa Séc khẳng định rằng Bican đã ghi được 821 bàn thắng trong sự nghiệp của mình. Vào ngày 16 tháng 4, anh ghi hat-trick thứ 50 ở cấp độ câu lạc bộ trong chiến thắng 3–2 trước Norwich City. Vào ngày 23 tháng 4, anh ghi bàn thắng thứ 100 tại Premier League trong trận thua 1–3 trước Arsenal. Sau khi ghi bàn trong các trận đấu tiếp theo gặp Chelsea và Brentford, anh được vinh danh là Cầu thủ xuất sắc nhất tháng của Premier League vào tháng 4.
Anh kết thúc mùa giải với 24 bàn thắng trên mọi đấu trường, 18 trong số đó là ở Premier League, giúp anh trở thành cầu thủ ghi bàn nhiều thứ ba trong giải đấu này sau những người đoạt Chiếc giày vàng Mohamed Salah và Son Heung-min, góp mặt vào Đội hình xuất sắc nhất năm của Premier League và là người chiến thắng giải thưởng Cầu thủ xuất sắc nhất năm của Sir Matt Busby, được trao cho cầu thủ xuất sắc nhất của United trong mùa giải trước; tuy nhiên, với việc United kết thúc ở vị trí thứ sáu đáng thất vọng và chỉ đủ điều kiện tham dự UEFA Europa League, Ronaldo lần đầu tiên trắng tay kể từ năm 2010.

#### Cuối năm 2022: Mùa giải cuối cùng và rời câu lạc bộ
Sau khi ngày càng bất mãn với cách thức lãnh đạo của United trong và ngoài sân cỏ, Ronaldo đã bỏ lỡ chuyến du đấu tiền mùa giải của câu lạc bộ ở Thái Lan và Úc vì lý do gia đình, trong bối cảnh có thông tin cho rằng anh muốn rời đi để gia nhập một câu lạc bộ thi đấu ở Champions League, mặc dù tân huấn luyện viên Erik ten Hag khẳng định rằng anh không phải để bán và là một phần trong kế hoạch của câu lạc bộ. Người đại diện Jorge Mendes bắt đầu đàm phán với nhiều câu lạc bộ khác nhau để chuyển nhượng anh theo dạng cho mượn hoặc chuyển nhượng tự do, bao gồm Bayern Munich, Paris Saint-Germain và Chelsea, với việc giới chủ mới của câu lạc bộ là Todd Boehly rất muốn sở hữu Ronaldo. Tuy nhiên, do vấn đề tuổi tác, chi phí chuyển nhượng tổng thể và yêu cầu lương bổng cao, nhiều câu lạc bộ châu Âu đã từ chối cơ hội ký hợp đồng với anh, bao gồm cả Chelsea sau khi huấn luyện viên Thomas Tuchel không chấp thuận việc ký hợp đồng với Ronaldo.

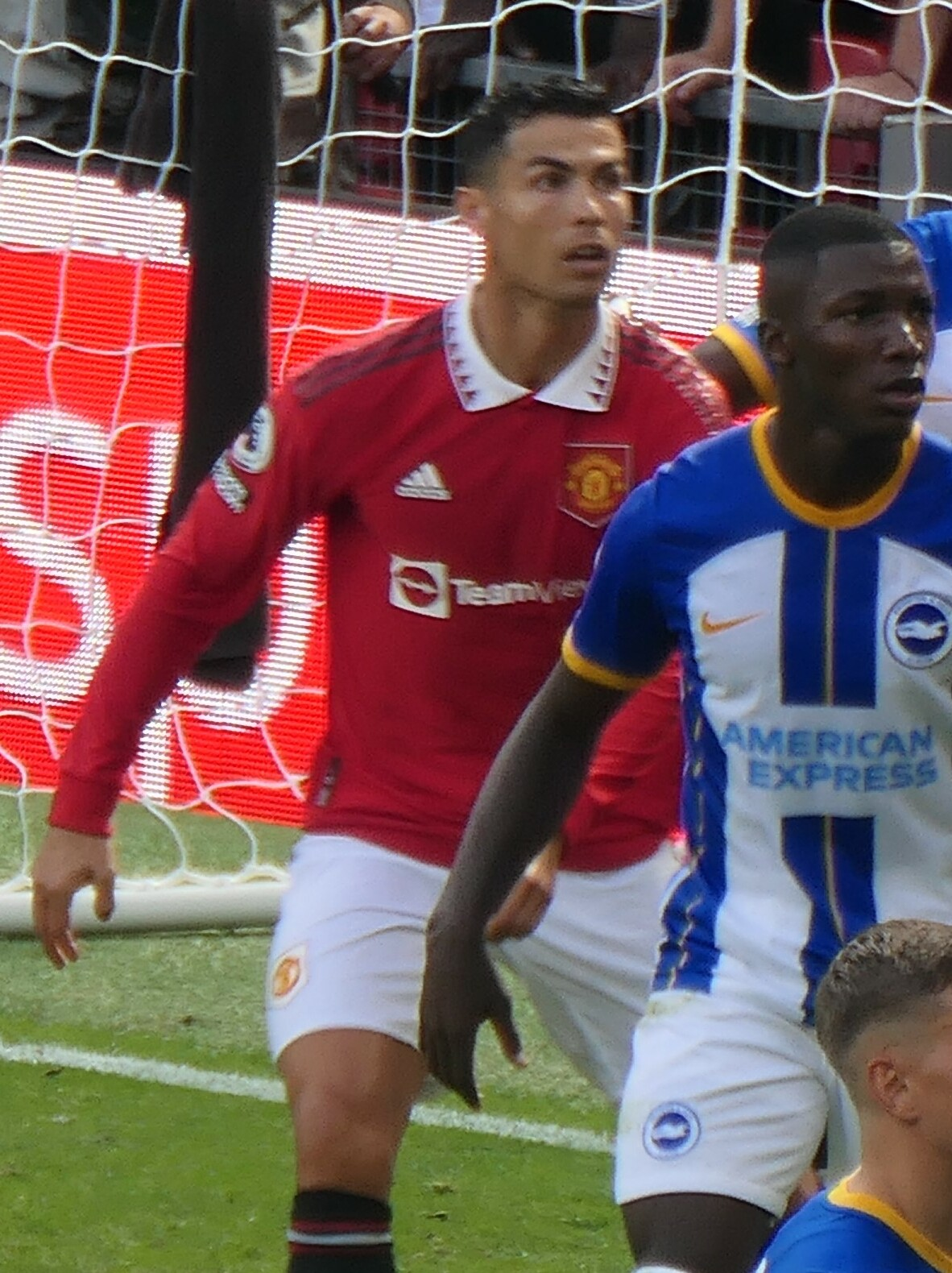
Ronaldo trong trận đấu với Brighton & Hove Albion tại Premier League vào tháng 8 năm 2022

Thất bại trong việc chuyển nhượng, Ronaldo mất vị trí trong đội hình xuất phát vào tay Marcus Rashford và Anthony Martial, anh chỉ ra sân trong các trận đấu ở Europa League. Anh ghi bàn thắng đầu tiên của mình trong giải đấu ở tuổi 37, thực hiện thành công quả phạt đền để nâng tỷ số lên 2–0 trước Sheriff Tiraspol vào ngày 15 tháng 9. Vào ngày 2 tháng 10, Ronaldo không được ra sân trong trận thua 6–3 của United trước Manchester City, Ten Hag nói rằng ông từ chối tung Ronaldo vào sân vì "sự tôn trọng dành cho sự nghiệp vĩ đại của anh". Vào ngày 9 tháng 10, Ronaldo vào sân thay người và ghi bàn thắng thứ 700 trong sự nghiệp cho câu lạc bộ trong chiến thắng 2–1 trước Everton. Mười ngày sau, Ronaldo từ chối được tung vào sân trong trận đấu trên sân nhà với Tottenham và rời khỏi trước khi tiếng còi mãn cuộc vang lên; Ten Hag đã trừng phạt siêu sao người Bồ Đào Nha bằng việc loại anh khỏi đội hình ra sân trong trận đấu sắp tới với Chelsea và bắt anh xuống tập với đội trẻ. Sau khi thảo luận với huấn luyện viên, Ronaldo đã trở lại tập luyện và đá chính trong trận thắng trên sân nhà trước Sheriff vào ngày 27 tháng 10, anh ghi bàn thắng thứ ba và giúp United giành quyền vào vòng loại trực tiếp Europa League. Ten Hag chỉ định Ronaldo mang băng đội trưởng trong trận thua 3–1 trước Aston Villa vào ngày 6 tháng 11, nói rằng Ronaldo là "một phần quan trọng của đội bóng, chúng tôi hài lòng với anh ấy và giờ anh ấy phải đảm nhận nhiều hơn nữa vai trò thủ lĩnh". Ronaldo sau đó đã bỏ lỡ những trận đấu tiếp theo của United trước khi tạm nghỉ để nhường chỗ cho World Cup, Ten Hag nói rằng Ronaldo bị ốm.
Vào ngày 14 tháng 11, buổi phỏng vấn với Piers Morgan đã được công bố, trong đó Ronaldo cho biết anh cảm thấy bị "phản bội" bởi chính Ten Hag và các giám đốc điều hành cấp cao, những người muốn Ronaldo rời câu lạc bộ, đồng thời cáo buộc câu lạc bộ đã nghi ngờ anh về bệnh tình của cô con gái dẫn tới việc bỏ lỡ giai đoạn tiền mùa giải, anh bổ sung thêm rằng bản thân không tôn trọng ten Hag "vì ông ta không thể hiện sự tôn trọng đối với tôi", khiến anh thất vọng về cách đối thoại của câu lạc bộ. Ronaldo cho rằng Ten Hag đã cố tình khiêu khích anh bằng việc để mình ngồi dự bị trong trận gặp City, sau đó muốn đưa anh vào sân trong những phút cuối trận gặp Tottenham, nhưng nói thêm rằng anh cảm thấy hối hận vì đã quyết định rời sân sớm. Anh cũng đặt dấu hỏi về việc bổ nhiệm Rangnick vào mùa giải trước vì cho rằng ông là "giám đốc thể thao chứ không phải huấn luyện viên". Về phía câu lạc bộ, Ronaldo tuyên bố "không có sự tiến triển" kể từ khi cựu huấn luyện viên Alex Ferguson ra đi vào năm 2013, mặc dù anh mong đợi những thay đổi về "công nghệ, cơ sở hạ tầng". Ronaldo tuyên bố rằng gia đình Glazer "không quan tâm gì đến câu lạc bộ" vì anh chưa bao giờ nói chuyện với họ và mô tả United là một "câu lạc bộ tiếp thị". Sau khi cuộc phỏng vấn được phát sóng thành hai phần vào ngày 16 và 17 tháng 11, United bắt đầu tìm kiếm hành động pháp lý về việc liệu Ronaldo có vi phạm hợp đồng hay không, và đang tìm cách chấm dứt hợp đồng với anh. Vào ngày 22 tháng 11, Ronaldo bị chấm dứt hợp đồng theo thỏa thuận chung và có hiệu lực ngay lập tức.

### Al-Nassr
Vào ngày 30 tháng 12 năm 2022, câu lạc bộ Ả Rập Xê Út Al Nassr đã đạt được thỏa thuận chiêu mộ Ronaldo với bản hợp đồng có hiệu lực từ ngày 1 tháng 1 năm 2023, thời hạn kéo dài đến năm 2025. Theo nguồn tin từ Fabrizio Romano của The Guardian, Ronaldo nhận mức lương cao nhất trong lịch sử bóng đá trị giá 200 triệu euro mỗi năm; bao gồm mức lương được đảm bảo hàng năm là 90 triệu euro, cùng với các hợp đồng thương mại và tài trợ khác nâng tổng tiền lương thường niên của anh lên 200 triệu euro. Anh cũng được cho là đã nhận khoản tiền thưởng khi gia nhập câu lạc bộ trị giá 100 triệu euro. Cũng theo Romano, Ronaldo đã từ chối lời mời chuyển tới câu lạc bộ Major League Soccer Sporting Kansas City để gia nhập Al Nassr.

#### 2023: Mùa giải ra mắt và á quân giải vô địch quốc gia
Ronaldo dự kiến sẽ ra sân trong trận đấu gặp Al-Tai vào ngày 5 tháng 1 năm 2023, nhưng anh phải chấp hành án treo giò hai trận từ thời còn ở Manchester United vì đã đập vỡ điện thoại của một cổ động viên Everton 14 tuổi sau trận thua 1–0 tại Goodison Park vào tháng 4 năm 2022. Vào ngày 19 tháng 1, Ronaldo ra sân lần đầu tiên kể từ khi chuyển tới Ả Rập Xê Út trong một trận đấu giao hữu giữa đội bóng tập hợp gồm những cầu thủ Al Nassr và Al Hilal với Paris Saint-Germain. Ronaldo ghi hai bàn trong trận thua 5–4. Anh có trận đấu đầu tiên cho Al Nassr vào ngày 22 tháng 1, với tư cách là đội trưởng của câu lạc bộ, chơi trọn vẹn 90 phút trong chiến thắng 1–0 trước Al-Ettifaq, và ghi bàn thắng đầu tiên trên chấm phạt đền vào phút cuối trong trận hòa 2–2 trước Al-Fateh. Vào ngày 9 tháng 2, Ronaldo ghi bốn bàn trong chiến thắng 4–0 trước Al Wehda, bàn thắng đầu tiên của anh trong trận đấu này là bàn thắng thứ 500 ở các giải vô địch quốc gia trong sự nghiệp. Ngày 25 tháng 2, anh ghi hat-trick thứ hai cho câu lạc bộ, giúp Al Nassr giành chiến thắng 3–0 trên sân khách trước Damac và nâng tổng số bàn thắng của anh lên thành 8 bàn. Ronaldo được trao giải Cầu thủ xuất sắc nhất tháng 2 sau khi ghi 8 bàn và có 2 pha kiến tạo. Ronaldo đã trải qua một mùa giải nữa trắng tay khi Al Nassr về nhì tại giải vô địch quốc gia mùa 2022–23.

#### 2023–2024: Vô địch Arab Club Champions Cup và vua phá lưới giải vô địch quốc gia

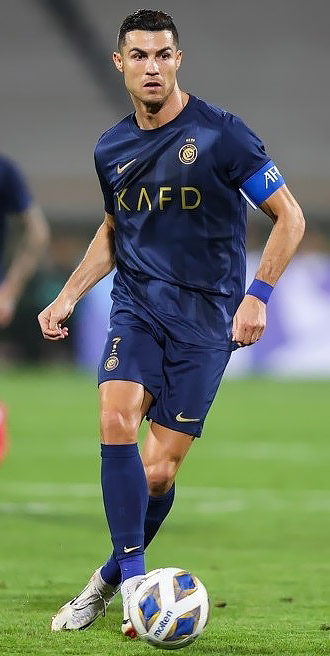
Ronaldo cùng Al-Nassr trong trận đấu AFC Champions League gặp Persepolis vào tháng 9 năm 2023

Ronaldo ghi bàn thắng đầu tiên ở mùa giải 2023–24 trong chiến thắng 4–1 trước Union Monastirienne tại Arab Club Champions Cup vào ngày 31 tháng 7. Trong trận đấu Arab Club Champions Cup tiếp theo vào ngày 3 tháng 8, Ronaldo ghi bàn thắng ấn định tỷ số vào phút cuối trước Zamalek, giúp đội bóng của anh có được trận hòa 1–1 và giành quyền vào tứ kết ở vị trí thứ hai trong bảng của mình. Trong trận bán kết vào ngày 9 tháng 8, Ronaldo đã ghi bàn thắng duy nhất trong chiến thắng trước Al-Shorta, thực hiện thành công quả phạt đền để giúp Al Nassr lọt vào trận chung kết Arab Club Champions Cup đầu tiên trong lịch sử câu lạc bộ. Trong trận chung kết vào ngày 12 tháng 8, Ronaldo đã ghi cả hai bàn thắng cho Al Nassr dù đội bóng chỉ còn 10 người trên sân, khi họ đánh bại Al-Hilal với tỷ số 2–1 sau hiệp phụ để giành chức vô địch Arab Club Champions Cup lần đầu tiên trong lịch sử. Ronaldo cũng đã nhận giải vua phá lưới của giải đấu này với 6 pha lập công.
Vào ngày 18 tháng 8, Ronaldo có trận đấu đầu tiên tại Saudi Pro League mùa giải này trong trận thua 2–0 trước Al-Taawoun. Vào ngày 25 tháng 8, Ronaldo đã ghi hat-trick đầu tiên của mình ở Saudi Pro League trong trận thắng 5–0 trên sân khách trước Al-Fateh. Vào ngày 29 tháng 8, Ronaldo ghi cú đúp và có pha kiến tạo trong chiến thắng 4–0 trước Al-Shabab. Ronaldo được vinh danh là Cầu thủ xuất sắc nhất tháng 8 sau khi ghi được 5 bàn thắng và có 2 đường kiến tạo. Vào ngày 2 tháng 9, anh ghi một bàn trong chiến thắng 5–1 trên sân khách của Al Nassr trước Al-Hazem, đây là bàn thắng thứ 850 trong sự nghiệp của siêu sao người Bồ Đào Nha. Vào ngày 19 tháng 9, Ronaldo có trận ra mắt tại AFC Champions League, trong chiến thắng 2–0 trước Persepolis, giúp anh trở thành cầu thủ đầu tiên trong lịch sử bóng đá đạt mốc 1000 trận đấu không thua trong sự nghiệp (776 trận thắng và 224 trận hòa). Ronaldo nhận được giải thưởng Cầu thủ xuất sắc nhất tháng 9 tại SPL trong tháng thứ hai liên tiếp, với 5 bàn thắng và 3 pha kiến tạo sau 4 trận. Vào ngày 2 tháng 10, anh ghi bàn thắng đầu tiên tại AFC Champions League trong trận đấu trên sân nhà với Istiklol, bàn gỡ hòa trong chiến thắng chung cuộc 3–1. Vào ngày 8 tháng 12, Ronaldo đã có trận đấu thứ 1200 trong sự nghiệp chuyên nghiệp cho cả câu lạc bộ và đội tuyển quốc gia, ghi bàn mở tỷ số trong chiến thắng 4–1 trước Al-Riyadh. Vào ngày 30 tháng 12, Ronaldo ấn định trận thắng 4–1 trước Al Taawon. Kết thúc năm 2023, Ronaldo đã ghi tổng cộng 54 bàn thắng trên mọi đấu trường cho Al-Nassr và Bồ Đào Nha, giúp anh trở thành cầu thủ ghi bàn nhiều nhất trong năm 2023. Đây là số bàn thắng cao nhất mà anh ghi được trong một năm kể từ năm 2016, cũng như là lần thứ sáu anh đạt được thành tích này trong sự nghiệp của mình (2011, 2013, 2014, 2015, 2016 và 2023).
Trong vòng 16 đội AFC Champions League, Ronaldo cùng Al-Nassr đối đầu với một đội bóng khác của Ả Rập Xê Út là Al-Fayha. Sau khi ghi bàn thắng duy nhất trong chiến thắng 1–0 trên sân khách, đánh dấu trận đấu thứ 1000 của mình ở cấp câu lạc bộ, anh tiếp tục lập công ấn định chiến thắng 2–0 trên sân nhà, giúp Al-Nassr tiến vào tứ kết của giải đấu.  Vào ngày 25 tháng 2 năm 2024, siêu sao người Bồ Đào Nha bị bắt gặp khi đang thực hiện một cử chỉ được cho là khiếm nhã về phía cổ động viên đối phương, những người đã chế giễu anh sau chiến thắng 3–2 trước Al-Shabab. Hành động này đã dẫn đến việc Ronaldo bị Ủy ban Kỷ luật và Đạo đức của Liên đoàn bóng đá Ả Rập Xê Út cấm thi đấu 4 ngày sau đó. Vào ngày 11 tháng 3, Ronaldo trở thành cầu thủ bóng đá đầu tiên cán mốc 800 trận thắng trong sự nghiệp, sau trận đấu với Al Ain trong khuôn khổ lượt về tứ kết AFC Champions League. Bốn ngày sau đó, Ronaldo ghi bàn thắng thứ 50 cho Al-Nassr, thực hiện thành công quả phạt đền trong trận thắng 1–0 trước Al-Ahli. Vào ngày 8 tháng 4, trong trận bán kết Siêu cúp Ả Rập Xê Út gặp đối thủ cùng thành phố Al-Hilal, siêu sao người Bồ Đào Nha bị truất quyền thi đấu ở phút thứ 86 khi đội của anh đang bị dẫn trước hai bàn vì "hành vi bạo lực". Trước đó, anh đã nhận thẻ vàng do phản ứng gay gắt với trọng tài. Đây là lần đầu tiên anh nhận thẻ đỏ khi thi đấu tại Ả Rập Xê Út.
Vào ngày 4 tháng 5, anh đã lập hat-trick thứ 66 trong sự nghiệp trong chiến thắng 6–0 trước Al Wehda, nâng tổng số bàn thắng của anh lên 890. Vào ngày 27 tháng 5, trong trận đấu trên sân khách của Al Nassr gặp Al-Ittihad, Ronaldo ghi bàn thắng thứ 34 và 35 của mình trong mùa giải, vượt qua kỷ lục của Abderrazak Hamdallah về số bàn thắng ghi được nhiều nhất trong một mùa giải Saudi Pro League. Anh còn trở thành cầu thủ bóng đá đầu tiên kết thúc mùa giải với tư cách vua phá lưới ở 4 giải vô địch quốc gia khác nhau: Anh, Tây Ban Nha, Ý và Ả Rập Xê Út. Vào ngày 31 tháng 5, tại trận chung kết King Cup 2024, sau khi hòa 1-1 trong hiệp phụ và để thua Al-Hilal 4-5 trên loạt sút luân lưu (trong đó anh thực hiện thành công lượt sút thứ hai), Ronaldo đã san bằng kỷ lục của Rogério Ceni về số trận thi đấu đỉnh cao nhiều nhất của một nam cầu thủ bóng đá chuyên nghiệp (1.225 trận).

#### 2024–nay: Hành trình chinh phục 1000 bàn thắng trong sự nghiệp
Ronaldo khởi đầu mùa giải 2024–25 bằng bàn thắng ấn định chiến thắng 2–0 trước Al Taawoun ở bán kết Siêu cúp Ả Rập Xê Út vào ngày 14 tháng 8, cũng như ghi bàn mở tỷ số trong trận thua 4–1 trước Al-Hilal ở chung kết. Sau đó, anh tiếp tục phong độ ấn tượng với 9 bàn trong 10 trận trên mọi đấu trường, trước khi phải vắng mặt trong trận mở màn vòng bảng AFC Champions League Elite của Al-Nassr gặp Al Shorta vào ngày 16 tháng 9 vì bị ốm. Bốn ngày sau, anh trở lại và ghi bàn từ chấm phạt đền mở tỷ số trong chiến thắng 3–0 của Al-Nassr trước Al-Ettifaq trên sân khách. Vào ngày 29 tháng 10, Al-Nassr bị loại ở vòng 16 đội King's Cup, sau khi Ronaldo đá hỏng phạt đền ở những phút cuối trận đấu với Al Taawoun, dẫn đến thất bại 1–0.

## Sự nghiệp quốc tế

### 2001–2004: Sự nghiệp ở cấp độ trẻ
Ronaldo bắt đầu sự nghiệp quốc tế của mình với đội tuyển U-15 Bồ Đào Nha vào năm 2001. Trong suốt sự nghiệp tuyển trẻ quốc tế của mình, Ronaldo đã thi đấu cho các cấp độ đội tuyển U-15, U-17, U-20, U-21 và U-23 quốc gia, có 34 lần ra sân và ghi tổng cộng 18 bàn thắng.

### 2003–2007: Những bước khởi đầu với đội tuyển quốc gia

#### UEFA Euro 2004

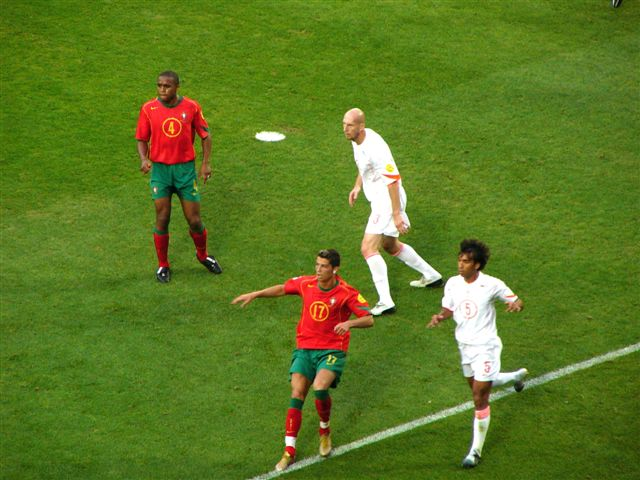
Ronaldo (dưới cùng bên trái) thi đấu cho Bồ Đào Nha trong trận bán kết với Hà Lan tại Euro 2004

Ở tuổi 18, Ronaldo ra sân trận đầu tiên cho đội tuyển Bồ Đào Nha trong chiến thắng 1–0 trước Kazakhstan vào ngày 20 tháng 8 năm 2003, khi anh vào sân ở hiệp hai thay cho Luís Figo. Anh sau đó được triệu tập vào đội hình tham dự UEFA Euro 2004 diễn ra tại quê nhà. Trong trận khai mạc với Hy Lạp, anh ghi bàn thắng quốc tế đầu tiên, nhưng trước đó cũng đã phạm lỗi trong vòng cấm khiến đội nhà bị phat đền và thủng lưới, Bồ Đào Nha thua 1–2. Sau khi thực hiện thành công lượt sút trong loạt luân lưu trước Anh ở tứ kết, anh góp phần giúp Bồ Đào Nha lọt vào chung kết bằng việc ghi bàn mở tỷ số trong chiến thắng 2–1 trước Hà Lan. Anh có mặt trong đội hình xuất sắc nhất giải đấu, với hai đường kiến tạo bên cạnh hai bàn thắng.

#### 2006 FIFA World Cup
Ronaldo là cầu thủ ghi bàn nhiều thứ hai của Bồ Đào Nha tại vòng loại FIFA World Cup 2006 với bảy bàn thắng. Trong giải đấu này, anh đã ghi bàn thắng đầu tiên tại World Cup vào lưới Iran bằng một quả phạt đền trong trận đấu thứ hai vòng bảng. Trong trận đấu vòng 16 đội đầy tai tiếng với những pha phạm lỗi thô bạo giữa Bồ Đào Nha và Hà Lan, Ronaldo buộc phải rời sân trong hiệp một do chấn thương sau pha vào bóng của hậu vệ Hà Lan Khalid Boulahrouz. Sau chiến thắng 1–0 của Bồ Đào Nha, Ronaldo đã cáo buộc Boulahrouz cố ý làm anh bị thương, mặc dù ngôi sao này đã kịp thời bình phục để thi đấu ở trận tiếp theo. Trong trận tứ kết giữa Bồ Đào Nha với Anh, người đồng đội của Ronaldo ở Manchester United, Wayne Rooney bị đuổi khỏi sân vì hành vi đạp vào hậu vệ Ricardo Carvalho của Bồ Đào Nha. Mặc dù trọng tài sau đó phân trần rằng thẻ đỏ là do chính Rooney đã phạm lỗi, truyền thông Anh lại suy đoán rằng Ronaldo đã tác động đến quyết định của ông, sau đó anh được nhìn thấy là đã có hành động nháy mắt với băng ghế dự bị của Bồ Đào Nha sau khi Rooney bị đuổi. Ronaldo tiếp tục thực hiện thành công lượt sút quyết định trong loạt luân lưu đưa Bồ Đào Nha vào bán kết. Ronaldo sau đó bị la ó trong trận thua 1–0 ở bán kết trước Pháp. Nhóm nghiên cứu kỹ thuật của FIFA đã loại anh khỏi giải thưởng Cầu thủ trẻ xuất sắc nhất giải đấu và trao nó cho Lukas Podolski của Đức, với lý do hành vi của anh là một yếu tố then chốt. Sau World Cup 2006, Ronaldo tiếp tục cùng Bồ Đào Nha tham dự bốn trận đấu vòng loại Euro 2008, ghi được hai bàn thắng.

### 2007–2012: Đảm nhận băng đội trưởng

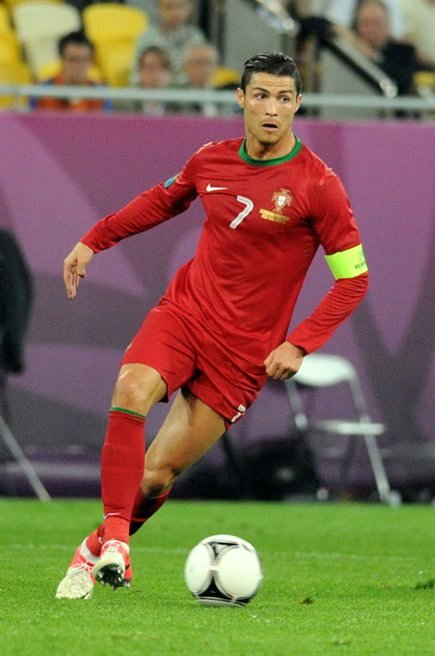
Ronaldo, ảnh chụp trong trận đấu với Đức tại Euro 2012, là đội trưởng của đội tuyển Bồ Đào Nha vào năm 2008.

Một ngày sau sinh nhật tuổi 22 của mình, Ronaldo lần đầu tiên đảm nhận băng đội trưởng của Bồ Đào Nha trong trận giao hữu với Brazil vào ngày 6 tháng 2 năm 2007, theo yêu cầu của chủ tịch Liên đoàn bóng đá Bồ Đào Nha Carlos Silva, người vừa qua đời hai ngày trước đó.

#### UEFA Euro 2008
Trước thềm Euro 2008, anh lần đầu tiên được trao chiếc áo số 7. Trong khi anh ghi được tám bàn thắng tại vòng loại, thành tích cao thứ hai, anh chỉ ghi được một bàn thắng trong suốt giải đấu, bàn thắng thứ hai trong chiến thắng 3–1 của Bồ Đào Nha trước Cộng hòa Séc tại vòng bảng; trong trận đấu đó, anh cũng tham gia kiến tạo bàn thắng thứ ba cho Bồ Đào Nha ở phút bù giờ, được ghi bởi Quaresma và được bầu là cầu thủ xuất sắc nhất trận vì màn trình diễn của anh. Bồ Đào Nha bị loại ở vòng tứ kết với thất bại 3–2 trước Đức.

#### FIFA World Cup 2010
Sau màn trình diễn không thuyết phục của Bồ Đào Nha ở giải vô địch châu Âu, Luiz Felipe Scolari buộc phải nhường chức huấn luyện viên trưởng cho Carlos Queiroz, người trước đây từng là trợ lý huấn luyện viên tại United. Queiroz đã đưa Ronaldo trở thành đội trưởng thường trực của đội tuyển vào tháng 7 năm 2008. Ronaldo đã không ghi được một bàn thắng nào tại vòng loại World Cup 2010, khi Bồ Đào Nha suýt bị loại khỏi giải đấu trước khi giành chiến thắng trong trận play-off với đội tuyển Bosnia và Herzegovina. Ở vòng bảng World Cup, anh được bầu là cầu thủ xuất sắc nhất trong cả 3 trận đấu với Bờ Biển Ngà, Bắc Triều Tiên và Brazil. Bàn thắng duy nhất của anh tại giải đấu là trong trận thắng đậm 7–0 của họ trước Bắc Triều Tiên, đánh dấu bàn thắng quốc tế đầu tiên của anh sau 16 tháng. Bồ Đào Nha dừng bước tại World Cup với thất bại 1–0 trước nhà vô địch Tây Ban Nha ở vòng 16 đội.

#### UEFA Euro 2012
Ronaldo đã ghi bảy bàn thắng tại vòng loại Euro 2012, bao gồm hai bàn thắng vào lưới Bosnia và Herzegovina ở trận play-off, giúp Bồ Đào Nha đến với giải đấu, nơi họ bị xếp vào "bảng đấu tử thần". Trong trận đấu cuối cùng vòng bảng với Hà Lan, Ronaldo đã lập cú đúp để ấn định chiến thắng 2–1. Anh đã đánh đầu ghi bàn trong trận tứ kết với Cộng hòa Séc để giúp Bồ Đào Nha giành chiến thắng 1–0. Trong cả hai trận đấu với Hà Lan và Cộng hòa Séc, anh được bầu là cầu thủ xuất sắc nhất trận. Sau khi trận bán kết với Tây Ban Nha kết thúc thời gian thi đấu chính thức mà không có bàn thắng nào, với việc Ronaldo đã tung ra ba cú sút vọt xà, Bồ Đào Nha thất bại trong loạt sút luân lưu. Ronaldo chưa kịp sút quả phạt đền vì anh dự kiến sẽ thực hiện lượt sút thứ năm, một quyết định đã bị giới truyền thông đặt dấu hỏi. Đồng đội của Ronaldo, Nani, nói rằng Ronaldo "đòi" được hưởng quả đá phạt đền cuối cùng. Là Vua phá lưới với ba bàn thắng, cùng với năm cầu thủ khác, anh một lần nữa được xếp vào đội hình xuất sắc nhất giải.

### 2012–2016: Cầu thủ Bồ Đào Nha ghi nhiều bàn thắng nhất mọi thời đại và vô địch châu Âu

#### FIFA World Cup 2014

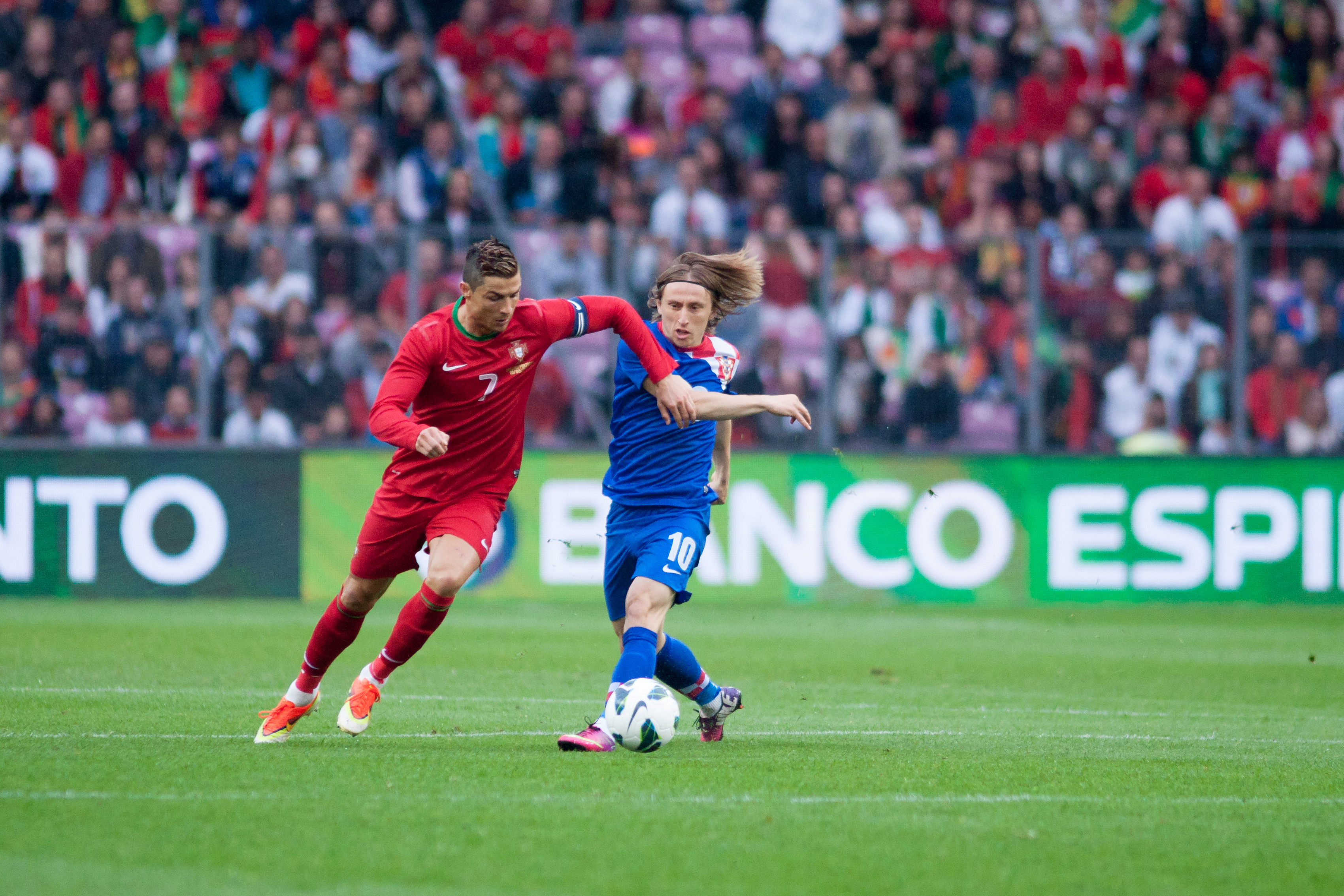
Ronaldo (trái) vượt qua sự truy cản của Luka Modrić trong trận giao hữu với Croatia vào năm 2013

Ở vòng loại World Cup 2014, Ronaldo đã ghi tổng cộng 8 bàn thắng. Trận hòa 1–1 trước Bắc Ireland vào ngày 17 tháng 10 năm 2012 giúp anh có lần ra sân thứ 100. Hat-trick quốc tế đầu tiên của anh là trong trận thắng 4–2 trước Bắc Ireland vào ngày 6 tháng 9 năm 2013, khi anh ghi ba bàn chỉ trong vòng 15 phút. Sau khi Bồ Đào Nha không vượt qua được vòng loại, Ronaldo đã ghi tất cả bốn bàn thắng của Bồ Đào Nha trong trận play-off với Thụy Điển – được coi là trận chiến giữa Ronaldo và Zlatan Ibrahimović – giành tấm vé quyết định đến Brazil. Hat-trick của anh trong trận lượt về đã nâng tổng số bàn thắng quốc tế của anh lên 47 bàn, cân bằng kỷ lục của Pauleta. Ronaldo sau đó ghi hai bàn trong chiến thắng 5–1 giao hữu trước Cameroon vào ngày 5 tháng 3 năm 2014 để trở thành cầu thủ ghi nhiều bàn thắng nhất mọi thời đại của đất nước mình.
Ronaldo đã tham dự giải đấu mặc dù bị chấn thương đùi, gây rủi ro tiềm tàng cho sự nghiệp của anh. Ronaldo sau đó bình luận: "Nếu chúng tôi có hai hoặc ba Cristiano Ronaldo trong đội hình, tôi sẽ cảm thấy thoải mái hơn. Nhưng giờ chúng tôi không có điều đó." Bất chấp những ngờ vực liên tiếp về thể lực của mình, hai lần bị buộc phải bỏ tập, Ronaldo đã chơi trọn vẹn 90 phút trong trận mở màn với Đức, mặc dù anh không thể ngăn cản thất bại 4–0. Sau khi kiến tạo bàn gỡ hòa 2–2 ở phút bù giờ trước Hoa Kỳ, anh đã ghi một bàn thắng cuối trận trong chiến thắng 2–1 trước Ghana. Bàn thắng quốc tế thứ 50 của Ronaldo đã giúp anh trở thành cầu thủ Bồ Đào Nha đầu tiên ra sân và ghi bàn trong ba kỳ World Cup. Bồ Đào Nha đã bị loại ngay từ vòng bảng do hiệu số bàn thắng bại.

#### UEFA Euro 2016

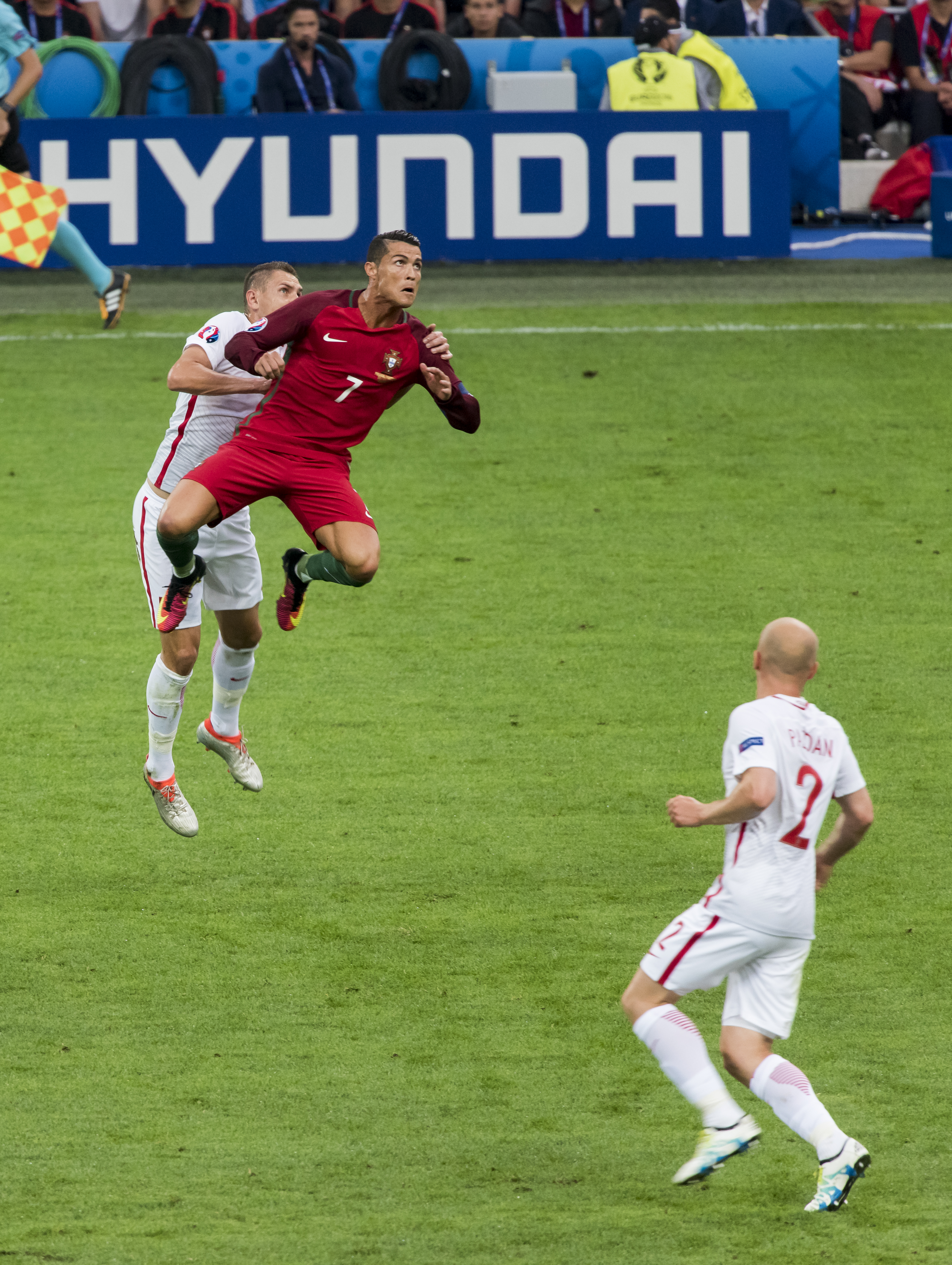
Ronaldo bật nhảy trên không trong trận tứ kết Euro 2016 với Ba Lan

Ronaldo đã ghi 5 bàn, trong đó có một hat-trick vào lưới Armenia, ở vòng loại Euro 2016. Với bàn thắng duy nhất trong một chiến thắng khác trước Armenia vào ngày 14 tháng 11 năm 2014, anh đã có được 23 bàn thắng ở giải vô địch châu Âu, bao gồm cả các trận vòng loại, trở thành cầu thủ ghi nhiều bàn nhất mọi thời đại của giải đấu. Tuy nhiên, ở giai đoạn đầu giải, Ronaldo đã không thể chuyển hóa cơ hội của mình thành bàn thắng trong những trận hòa của Bồ Đào Nha trước Iceland và Áo, mặc dù đã thực hiện tổng cộng 20 cú sút trúng khung thành. Trong trận đấu thứ hai, anh vượt qua Luís Figo để trở thành cầu thủ khoác áo đội tuyển quốc gia nhiều nhất với 128 lần, trận đấu kết thúc mà không có bàn thắng nào sau khi anh bỏ lỡ một quả phạt đền trong hiệp hai. Với hai bàn thắng và một pha kiến tạo trong trận đấu cuối cùng vòng bảng, trận hòa 3–3 trước Hungary, Ronaldo trở thành cầu thủ đầu tiên ghi bàn ở bốn kỳ Euro, sau 17 lần ra sân tại giải đấu. Mặc dù xếp thứ ba trong bảng đấu của họ sau Hungary và Iceland, Bồ Đào Nha đủ điều kiện bước vào vòng loại trực tiếp do thể thức mới của giải.
Trong trận đấu loại trực tiếp đầu tiên của Bồ Đào Nha, nỗ lực để có một bàn thắng của Ronaldo đã bị thủ môn Danijel Subašić của Croatia cản phá thành công, nhưng sau đó Ricardo Quaresma có pha dứt điểm ấn định chiến thắng 1–0 vào cuối hiệp phụ. Sau khi Bồ Đào Nha vượt qua Ba Lan trên chấm phạt đền, Ronaldo trở thành cầu thủ đầu tiên góp mặt trong 3 trận bán kết giải vô địch châu Âu; anh ghi bàn mở tỷ số và kiến tạo bàn thứ hai trong chiến thắng 2–0 trước Wales, cân bằng kỷ lục của Michel Platini, trở thành cầu thủ ghi bàn nhiều nhất mọi thời đại của giải đấu với chín bàn thắng. Trong trận chung kết với chủ nhà Pháp, Ronaldo bị buộc phải rời sân sớm chỉ hơn 25 phút sau pha phạm lỗi của Dimitri Payet. Sau nhiều lần điều trị và cố gắng thi đấu, anh rời sân và được thay thế bằng Quaresma. Trong hiệp phụ, cầu thủ vào sân thay người Eder ghi bàn ở phút thứ 109 mang về chiến thắng 1–0 cho Bồ Đào Nha. Với tư cách đội trưởng, Ronaldo đã nâng cao danh hiệu lớn đầu tiên của Bồ Đào Nha. Anh cũng được trao tặng Chiếc giày bạc với tư cách là cầu thủ ghi bàn nhiều thứ hai, với ba bàn thắng và ba đường kiến tạo, được xếp vào đội hình xuất sắc nhất giải lần thứ ba trong sự nghiệp.

### 2016–2018: Giai đoạn sau chức vô địch châu Âu và World Cup
Sau thành công ở Euro 2016, Ronaldo đã chơi trận đấu chuyên nghiệp đầu tiên trên hòn đảo quê nhà Madeira vào ngày 28 tháng 3 năm 2017 ở tuổi 32, trong trận thua 2-3 giao hữu trước Thụy Điển tại Estádio dos Barreiros. Với bàn thắng trong trận đấu này, anh cùng Miroslav Klose với 71 bàn thắng trở thành cầu thủ châu Âu ghi bàn nhiều thứ ba trong màu áo đội tuyển quốc gia.

#### FIFA Confederations Cup 2017
Trong trận mở màn FIFA Confederations Cup 2017 của Bồ Đào Nha gặp Mexico vào ngày 17 tháng 6, Ronaldo đã kiến tạo bàn mở tỷ số cho Quaresma lập công trong trận hòa 2–2. Ba ngày sau, anh ghi bàn trong chiến thắng 1–0 trước chủ nhà Nga. Vào ngày 24 tháng 6, anh ghi bàn từ một quả phạt đền trong chiến thắng 4–0 trước New Zealand, giúp Bồ Đào Nha đứng đầu bảng và tiến vào bán kết. Với bàn thắng quốc tế thứ 75 của mình, Ronaldo cũng cân bằng với Sándor Kocsis để trở thành cầu thủ ghi bàn quốc tế nhiều thứ hai mọi thời đại ở châu Âu, chỉ sau Ferenc Puskás. Anh được bầu là cầu thủ xuất sắc nhất trong cả ba trận đấu vòng bảng của Bồ Đào Nha. Ronaldo rời giải sớm sau khi Chile đánh bại Bồ Đào Nha với tỷ số 3–0 trên loạt luân lưu ở bán kết, anh được phép trở về nhà để ở bên những đứa con mới sinh của mình. Do đó, anh đã bỏ lỡ trận tranh hạng ba của Bồ Đào Nha, Bồ Đào Nha đánh bại Mexico 2–1 sau hiệp phụ.

#### FIFA World Cup 2018

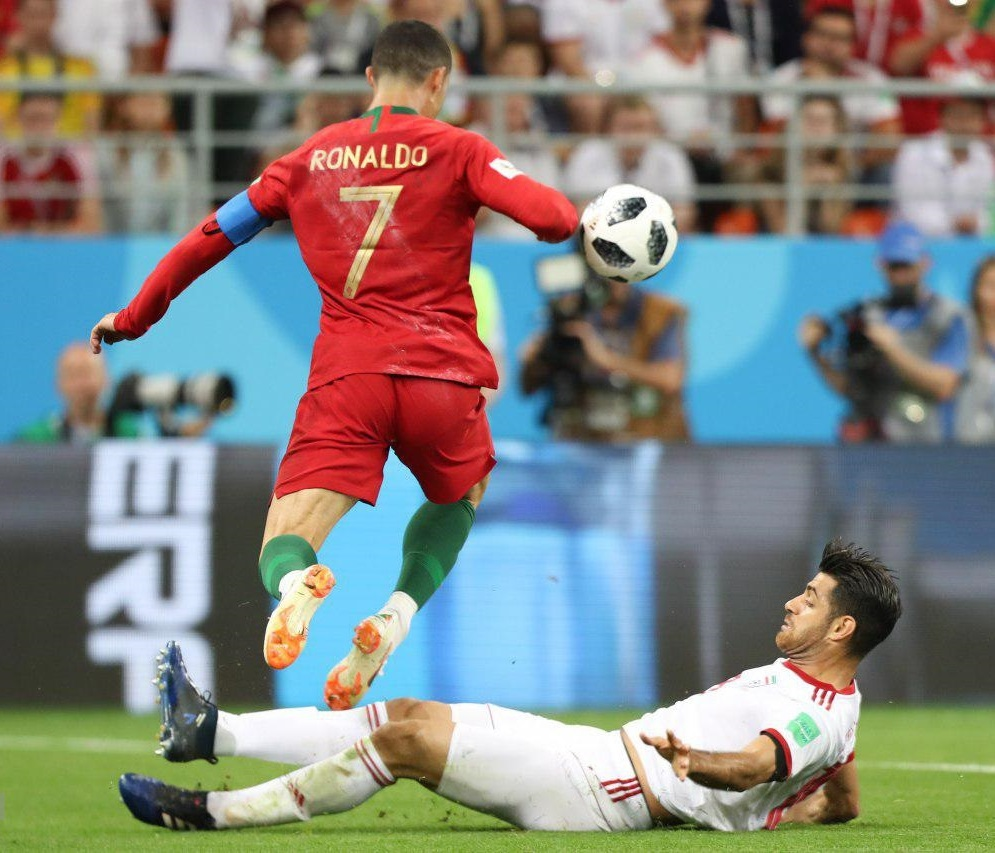
Ronaldo thoát khỏi sự truy cản của hậu vệ Iran ở vòng bảng FIFA World Cup 2018

Vào ngày 31 tháng 8 năm 2017, Ronaldo đã lập hat-trick trong chiến thắng 5–1 tại vòng loại World Cup trước Quần đảo Faroe, giúp anh vượt qua Pelé và ngang bằng Hussein Saeed để vươn lên đứng thứ năm trong danh sách chân sút ghi nhiều bàn nhất bóng đá quốc tế với 78 bàn thắng. Những bàn thắng này đã nâng tổng số bàn thắng của anh ở vòng loại World Cup 2018 lên con số 14, ngang bằng với kỷ lục ghi nhiều bàn thắng nhất của Predrag Mijatović, đồng thời anh phá kỷ lục ghi nhiều bàn thắng nhất trong một vòng loại khu vực châu Âu, kỷ lục trước đó là 13 bàn do David Healy và Robert Lewandowski thiết lập. Hat-trick này của Ronaldo đã nâng tổng số bàn thắng ở vòng loại World Cup của anh lên 29 bàn, giúp anh trở thành cầu thủ ghi bàn nhiều nhất ở vòng loại World Cup khu vực châu Âu, vượt qua Andriy Shevchenko, và là cầu thủ ghi nhiều bàn thắng nhất trong cả các trận vòng loại và vòng chung kết World Cup, với 32 bàn, vượt qua Miroslav Klose. Ronaldo sau đó ghi một bàn thắng vào lưới Andorra trong chiến thắng 2–0.
Vào ngày 15 tháng 6 năm 2018, Ronaldo trở thành cầu thủ lớn tuổi nhất lập hat-trick trong một trận đấu ở World Cup, giúp Bồ Đào Nha có trận hòa 3–3 trước Tây Ban Nha (bàn thắng thứ ba của anh là cú sút phạt trực tiếp từ cự ly 30 mét trong hai phút chính thức cuối cùng) tại trận mở màn. Qua đó, anh trở thành cầu thủ Bồ Đào Nha đầu tiên ghi bàn trong bốn kỳ World Cup và là một trong bốn cầu thủ làm được điều này. Vào ngày 20 tháng 6, Ronaldo ghi bàn thắng duy nhất trong chiến thắng 1–0 trước Morocco, phá kỷ lục của Ferenc Puskás để trở thành cầu thủ ghi nhiều bàn nhất mọi thời đại ở châu Âu, với 85 bàn thắng quốc tế. Trong trận đấu cuối cùng vòng bảng với Iran vào ngày 25 tháng 6, Ronaldo đã bỏ lỡ một quả phạt đền trong trận hòa 1–1 đưa Bồ Đào Nha tiến vào vòng thứ hai với tư cách là đội nhì bảng sau Tây Ban Nha. Vào ngày 30 tháng 6, Bồ Đào Nha bị loại sau thất bại 2–1 trước Uruguay ở vòng 16 đội. Với những màn trình diễn của anh trong giải đấu, Ronaldo sau đó được xếp vào Đội hình trong mơ FIFA World Cup 2018.

### 2018–2020: Chức vô địch Nations League và 100 bàn thắng quốc tế

#### UEFA Nations League 2018–19
Sau FIFA World Cup 2018, Ronaldo đã bỏ lỡ sáu trận đấu quốc tế, bao gồm cả giai đoạn đầu UEFA Nations League 2018–19. Ronaldo thi đấu cho đội chủ nhà Bồ Đào Nha tại vòng chung kết Nations League khai mạc vào tháng 6 năm 2019. Trong trận bán kết vào ngày 5 tháng 6, anh ghi một hat-trick vào lưới Thụy Sĩ để giành một suất vào chung kết. Sau khi ghi bàn mở tỷ số trận đấu, anh trở thành cầu thủ đầu tiên ghi bàn trong 10 giải đấu quốc tế liên tiếp, phá vỡ kỷ lục của Asamoah Gyan. Trong trận chung kết của giải đấu sau đó 4 ngày, Bồ Đào Nha đã đánh bại Hà Lan với tỷ số 1–0.

#### Vòng loại UEFA Euro 2020
Vào ngày 10 tháng 9 năm 2019, Ronaldo ghi bốn bàn trong chiến thắng 5–1 trên sân khách trước Lithuania trong trận đấu thuộc vòng loại Euro 2020; anh vượt qua Robbie Keane (23 bàn) để trở thành cầu thủ ghi nhiều bàn thắng nhất tại vòng loại UEFA Euro, với 25 bàn thắng. Nhân dịp đó, Ronaldo cũng lập kỷ lục mới là cầu thủ ghi bàn vào lưới các đội tuyển quốc gia nhiều nhất, 40 bàn, đồng thời hoàn thành cú hat-trick quốc tế thứ tám của mình. Vào ngày 14 tháng 10, anh ghi bàn thắng thứ 700 trong sự nghiệp cho câu lạc bộ và quốc gia từ chấm phạt đền, trong lần ra sân thứ 974 trong sự nghiệp, trận thua 2-1 trên sân khách trước Ukraine ở vòng loại Euro 2020. Vào ngày 17 tháng 11, Ronaldo ghi bàn thắng quốc tế thứ 99 trong chiến thắng 2–0 trước Luxembourg, đưa Bồ Đào Nha vượt qua vòng loại Euro 2020. Vào ngày 8 tháng 9 năm 2020, Ronaldo ghi bàn thắng quốc tế thứ 100 và 101 trong chiến thắng 2–0 trên sân khách trước Thụy Điển tại UEFA Nations League 2020–21, trở thành nam cầu thủ thứ hai từ trước đến nay, sau Ali Daei của Iran – và là cầu thủ đầu tiên của châu Âu – đạt được cột mốc này. Vào ngày 13 tháng 10 năm 2020, Liên đoàn bóng đá Bồ Đào Nha thông báo rằng Ronaldo có kết quả xét nghiệm dương tính với COVID-19 mặc dù không có triệu chứng. Đến ngày 30 tháng 10, Ronaldo đã hồi phục.

### 2021–nay: Cầu thủ có số lần ra sân quốc tế nhiều nhất và là chân sút ghi bàn nhiều nhất mọi thời đại

#### UEFA Euro 2020

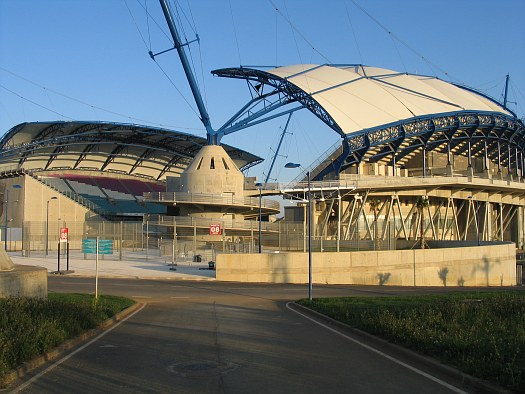
Sân vận động Algarve (ảnh chụp bên ngoài) là nơi Ronaldo phá kỷ lục ghi bàn quốc tế (vượt qua 109 bàn của danh thủ Iran Ali Daei) vào tháng 9 năm 2021, cùng với nhiều kỷ lục khác trong cùng năm đó.

Vào ngày 15 tháng 6 năm 2021, Ronaldo ghi hai bàn trong trận đấu đầu tiên của Bồ Đào Nha tại Euro 2020, chiến thắng 3–0 trước Hungary tại Budapest. Nó đã nâng tổng số bàn thắng của anh lên 11 bàn ở giải vô địch châu Âu, hơn hai bàn so với Michel Platini để trở thành cầu thủ ghi nhiều bàn nhất mọi thời đại trong lịch sử giải đấu. Ngoài ra, anh còn trở thành cầu thủ đầu tiên ra sân và ghi bàn tại 5 kỳ Euro, và trong mười một giải đấu quốc tế lớn liên tiếp. Anh cũng trở thành cầu thủ lớn tuổi nhất ghi được hai bàn thắng trong một trận đấu tại giải vô địch châu Âu, và là cầu thủ lớn tuổi nhất ghi bàn cho Bồ Đào Nha tại một giải đấu lớn.
Trong một cuộc họp báo trước trận đấu vào ngày 14 tháng 6, Ronaldo đã cất hai chai Coca-Cola được nhà tài trợ chuẩn bị sẵn sang một bên và thay bằng một chai nước lọc. Hành động đó trùng với việc giá cổ phiếu Coca-Cola giảm 1,6%, giá trị vốn hóa thị trường ước tính thiệt hại 4 tỷ USD. Trong trận đấu tiếp theo vào ngày 19 tháng 6, anh ghi bàn mở tỷ số và sau đó kiến tạo cho Diogo Jota lập công trong trận thua 4–2 trước Đức. Vào ngày 23 tháng 6, anh đã thực hiện thành công hai quả phạt đền trong trận hòa 2–2 trước Pháp trong trận đấu cuối cùng tại vòng bảng của Bồ Đào Nha, cân bằng kỷ lục 109 bàn thắng quốc tế của Daei. Ngoài ra, anh đã trở thành cầu thủ ghi bàn nhiều nhất trong các vòng chung kết giải vô địch châu Âu, phá vỡ kỷ lục trước đó của Miroslav Klose. Vào ngày 27 tháng 6, Bồ Đào Nha bị loại khỏi giải sau trận thua 1–0 trước Bỉ ở vòng 16 đội. Ronaldo kết thúc giải đấu với 5 bàn thắng (cân bằng với Patrik Schick của Cộng hòa Séc) và 1 pha kiến tạo, giúp anh giành được danh hiệu Chiếc giày vàng.

#### FIFA World Cup 2022

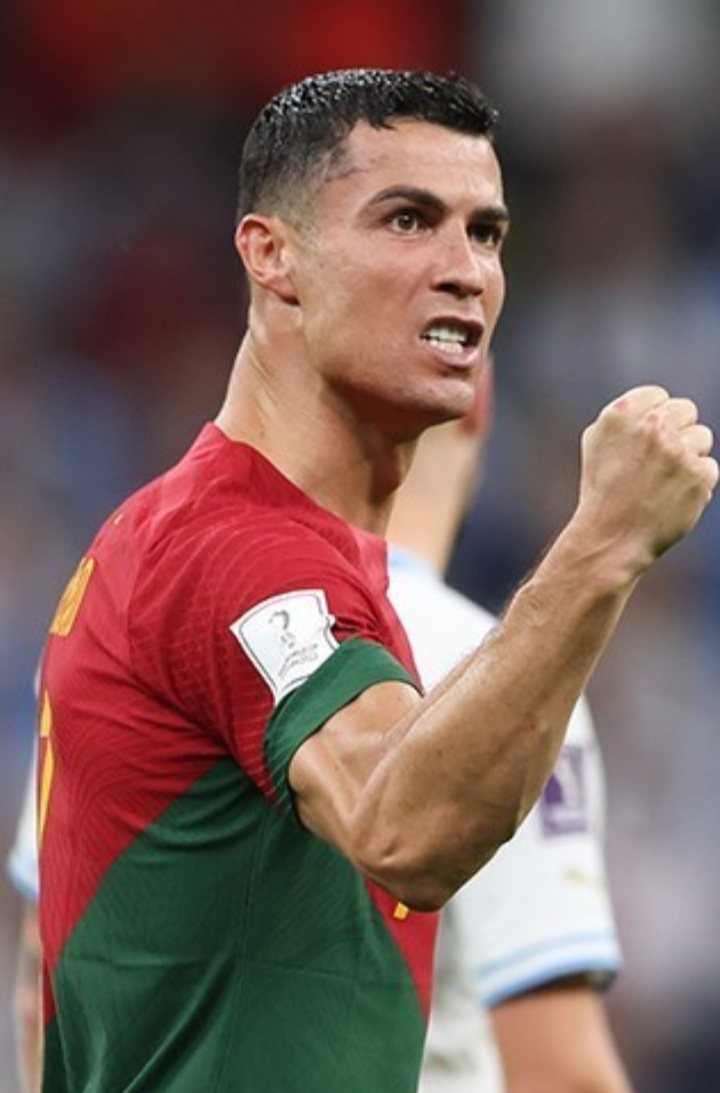
Ronaldo trong trận gặp Uruguay tại vòng bảng World Cup 2022

Vào ngày 1 tháng 9, Ronaldo lập cú đúp bằng đầu, trong đó pha lập công thứ hai diễn ra ngay trước khi hồi còi mãn cuộc vang lên, trong chiến thắng 2–1 trên sân nhà trước Cộng hòa Ireland ở vòng loại World Cup tại sân vận động Algarve. Ban đầu, hai bàn này được cho là đã giúp anh phá kỷ lục nam cầu thủ ghi nhiều bàn thắng quốc tế nhất của Ali Daei, nâng tổng số bàn thắng của Ronaldo lên 110 và 111 bàn. Cùng ngày, anh còn nhận được Giấy chứng nhận Kỷ lục Guinness thế giới với thành tích 111 bàn thắng ở cấp độ đội tuyển quốc gia. Tuy nhiên, vào năm 2021, FIFA đã điều chỉnh lại tổng số bàn thắng của Daei xuống còn 108, đồng nghĩa với việc Ronaldo thực ra đã phá kỷ lục này từ kỳ Euro trước đó, nhưng thông tin về sự thay đổi trên chỉ được công bố nhiều năm về sau. Vào ngày 9 tháng 10, anh ghi bàn mở tỷ số trong chiến thắng 3–0 giao hữu trước Qatar tại Sân vận động Algarve; với 181 lần ra sân, anh cũng vượt qua Sergio Ramos để trở thành cầu thủ ra sân nhiều nhất cho một đội tuyển quốc gia ở châu Âu. Trong trận đấu tiếp theo gặp Luxembourg tại vòng loại World Cup 2022 diễn ra vào ngày 12 tháng 10, anh trở thành cầu thủ đầu tiên ghi được 10 cú hat-trick ở cấp độ đội tuyển quốc gia.
Ronaldo góp mặt trong đội hình Bồ Đào Nha tham dự FIFA World Cup 2022 tại Qatar, đánh dấu kỳ World Cup thứ năm của anh. Vào ngày 24 tháng 11, trong trận mở màn của Bồ Đào Nha gặp Ghana, Ronaldo đã thực hiện thành công quả phạt đền và trở thành cầu thủ nam đầu tiên ghi bàn ở 5 kỳ World Cup khác nhau. Trong trận đấu cuối cùng vòng bảng gặp Hàn Quốc, Ronaldo đã bị chính huấn luyện viên tuyển Bồ Đào Nha chỉ trích vì phản ứng không đúng mực của anh khi bị thay ra. Anh bị loại khỏi đội hình xuất phát trong trận đấu vòng 16 đội của Bồ Đào Nha gặp Thụy Sĩ, đánh dấu lần đầu tiên kể từ Euro 2008 mà anh không đá chính cho Bồ Đào Nha ở một giải đấu lớn quốc tế, và cũng là lần đầu tiên Bồ Đào Nha bắt đầu một trận đấu loại trực tiếp mà không có Ronaldo trong đội hình xuất phát tại một giải đấu quốc tế kể từ Euro 2000. Anh vào sân muộn từ băng ghế dự bị khi Bồ Đào Nha đã thắng 6–1, trận thắng đậm nhất của họ trong một trận đấu loại trực tiếp tại World Cup kể từ World Cup 1966, người thay thế Ronaldo là Gonçalo Ramos lập một hat-trick. Bồ Đào Nha tiếp tục áp dụng chiến thuật tương tự trong trận tứ kết với Morocco, khi Ronaldo một lần nữa vào sân từ băng ghế dự bị; qua đó anh đã san bằng kỷ lục ra sân quốc tế của Bader Al-Mutawa, trở thành nam cầu thủ khoác áo đội tuyển quốc gia nhiều nhất mọi thời đại, với 196 lần ra sân. Bồ Đào Nha để thua 1–0, Morocco trở thành quốc gia thuộc CAF đầu tiên lọt vào bán kết World Cup.

#### UEFA Euro 2024
Sau World Cup, trước tương lai bị đặt dấu hỏi của anh trong màu áo đội tuyển quốc gia, Ronaldo đã được tân huấn luyện viên Roberto Martínez triệu tập vào đội tuyển Bồ Đào Nha tham dự vòng loại UEFA Euro 2024 gặp Liechtenstein và Luxembourg. Ngày 23 tháng 3, Ronaldo đã ghi cú đúp trong chiến thắng 4–0 trước Liechtenstein; với lần ra sân quốc tế thứ 197, anh đã phá kỷ lục của Al-Mutawa và trở thành cầu thủ nam khoác áo đội tuyển quốc gia nhiều nhất mọi thời đại. Ngày 20 tháng 6, Ronaldo đã có lần ra sân thứ 200 cho đội tuyển quốc gia trong sự nghiệp của mình, ghi bàn thắng duy nhất trong trận thắng trên sân khách trước Iceland ở vòng loại Euro, giúp anh trở thành cầu thủ đầu tiên trong lịch sử bóng đá nam quốc tế có 200 lần ra sân cho đất nước của mình. Ngày 13 tháng 10, Ronaldo lập cú đúp trong chiến thắng 3–2 trước Slovakia, giúp Bồ Đào Nha chính thức góp mặt tại Euro 2024, đánh dấu lần giành vé tham dự một giải đấu lớn nhanh nhất trong lịch sử quốc gia này. Tiếp đó, vào ngày 16 tháng 10, Bồ Đào Nha đã đảm bảo ngôi đầu bảng của mình sau khi giành chiến thắng 5–0 trên sân khách trước Bosnia và Herzegovina, trong đó Ronaldo lập cú đúp. Những bàn thắng mang tính cột mốc này đã giúp anh ghi được hơn 100 bàn thắng trong mỗi thập kỷ gần đây (2000, 2010, 2020).
Vào ngày 21 tháng 5 năm 2024, Ronaldo được chọn vào đội hình 26 cầu thủ tham dự UEFA Euro 2024. Trong trận mở màn gặp Cộng hòa Séc vào ngày 18 tháng 6, anh trở thành cầu thủ đầu tiên ra sân tại sáu kỳ Euro, và ở tuổi 39, anh còn trở thành cầu thủ ngoài thủ môn lớn tuổi thứ hai trong lịch sử giải đấu, chỉ sau đồng đội Pepe, người cũng đạt kỷ lục này cùng ngày. Vào ngày 22 tháng 6, Ronaldo kiến tạo bàn thắng thứ ba của Bồ Đào Nha trong chiến thắng 3–0 trước Thổ Nhĩ Kỳ, giúp đội tuyển của mình giành vé vào vòng loại trực tiếp. Thành tích đó giúp anh trở thành cầu thủ có nhiều pha kiến tạo nhất trong lịch sử giải đấu kể từ năm 1968, với tổng cộng 7 pha kiến tạo, đồng thời là cầu thủ lớn tuổi nhất từng kiến tạo một bàn thắng tại giải đấu này ở tuổi 39. Vào ngày 26 tháng 6, anh đá chính trong trận đấu cuối cùng của Bồ Đào Nha ở vòng bảng gặp Georgia, trở thành cầu thủ châu Âu đầu tiên có 50 lần ra sân tại các giải đấu quốc tế lớn. Giống như trong hai trận đấu trước, anh không ghi bàn trong trận gặp Georgia, đánh dấu lần đầu tiên Ronaldo kết thúc vòng bảng của một giải đấu quốc tế mà không ghi được bàn thắng nào. Bồ Đào Nha bị Pháp loại khỏi giải vào ngày 5 tháng 7, sau khi để thua 5–3 trong loạt luân lưu, mặc dù Ronaldo đã thực hiện thành công lượt sút của mình. Anh kết thúc giải mà không ghi được bàn thắng nào, dù đã tung ra 23 cú sút (bao gồm một quả phạt đền bị hỏng ở vòng 16 đội gặp Slovenia), đây là số lần dứt điểm nhiều nhất của một cầu thủ mà không thể ghi bàn tại một kỳ Euro kể từ năm 2004, khi Deco thực hiện 24 cú sút không thành bàn cho Bồ Đào Nha. Vào ngày 5 tháng 9 cùng năm, anh đã ghi bàn thắng thứ 900 trong sự nghiệp tại trận thắng 2–1 trước Croatia ở UEFA Nations League. Ronaldo trở thành cầu thủ đầu tiên đạt mốc 900 bàn thắng trong sự nghiệp.